# 中央空軍博物館

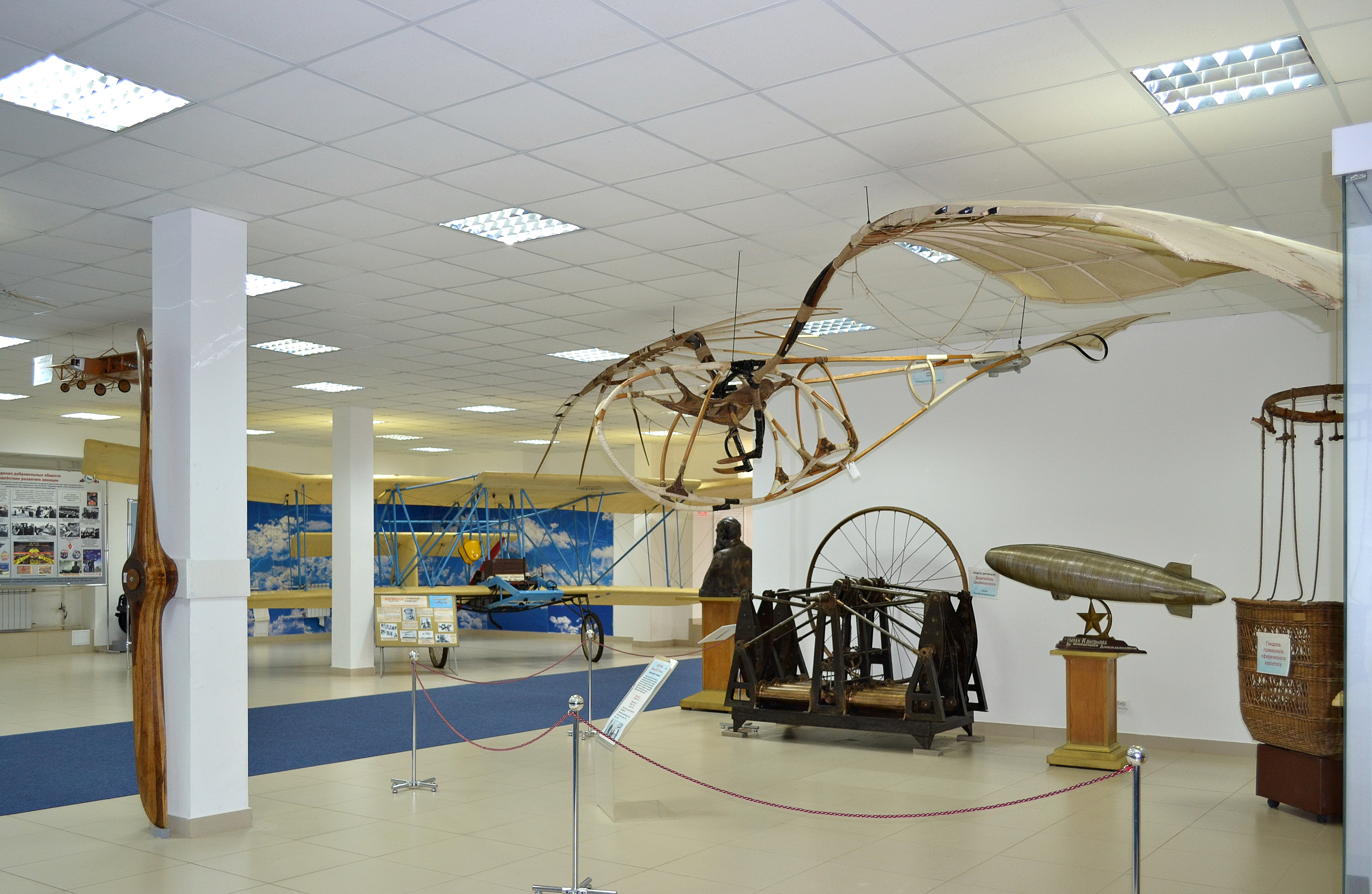
展覽廳內部。

中央空軍博物館（俄语：Центральный музей Военно-воздушных сил РΦ）位於俄羅斯莫斯科以東40公里，沿著高爾基高速公路車程大約30分鐘的莫尼諾機場，也是全世界最大的飛行博物館，展示自前蘇聯時代起共173架俄製飛機以及127具俄製發動機。館內也同時展示相關的空軍武器、航太儀器、空軍人員制服／服裝、藝術品，以及其他與航太有關的物品文件。
館內另有一座圖書館，展覽與蘇聯航太有關之書籍、影片、照片等相關文物，館方另外提供退役飛行員作館內導遊的服務。

## 沿革
中央空軍博物館自1932年起到1956年為止是莫尼諾機場（目前仍然存在），經由當時加加林空軍官校校長克拉索夫斯基元帥創校之始同年開始興建，至1958年2月23日落成啟用並且對外開放，但是僅僅招待蘇聯軍方，一直到2001年以前是不對一般民眾開放的。限制訪客對象的原因在於館內絕大部分的飛行器都是量產前的原型機，具有機密上的考量，因此這也是該館至今的特點。另外就是博物館就位於伏龙芝军事学院校區內，官校同時也代表紀念人類太空先驅尤里·加加林。
隨著蘇聯解體，博物館於2000年6月9日由俄羅斯政府規劃後決定由軍方轉移資產，並於2001年9月1日正式成為聯邦機構之一。
根據館方表示，由於館區內莫尼諾機場運作正常，仍然可以進行起降作業，不過從博物館落成開始，往往都只有飛行器降落的紀錄，而且這一次降落，就永遠不會再起飛了。

## 展品

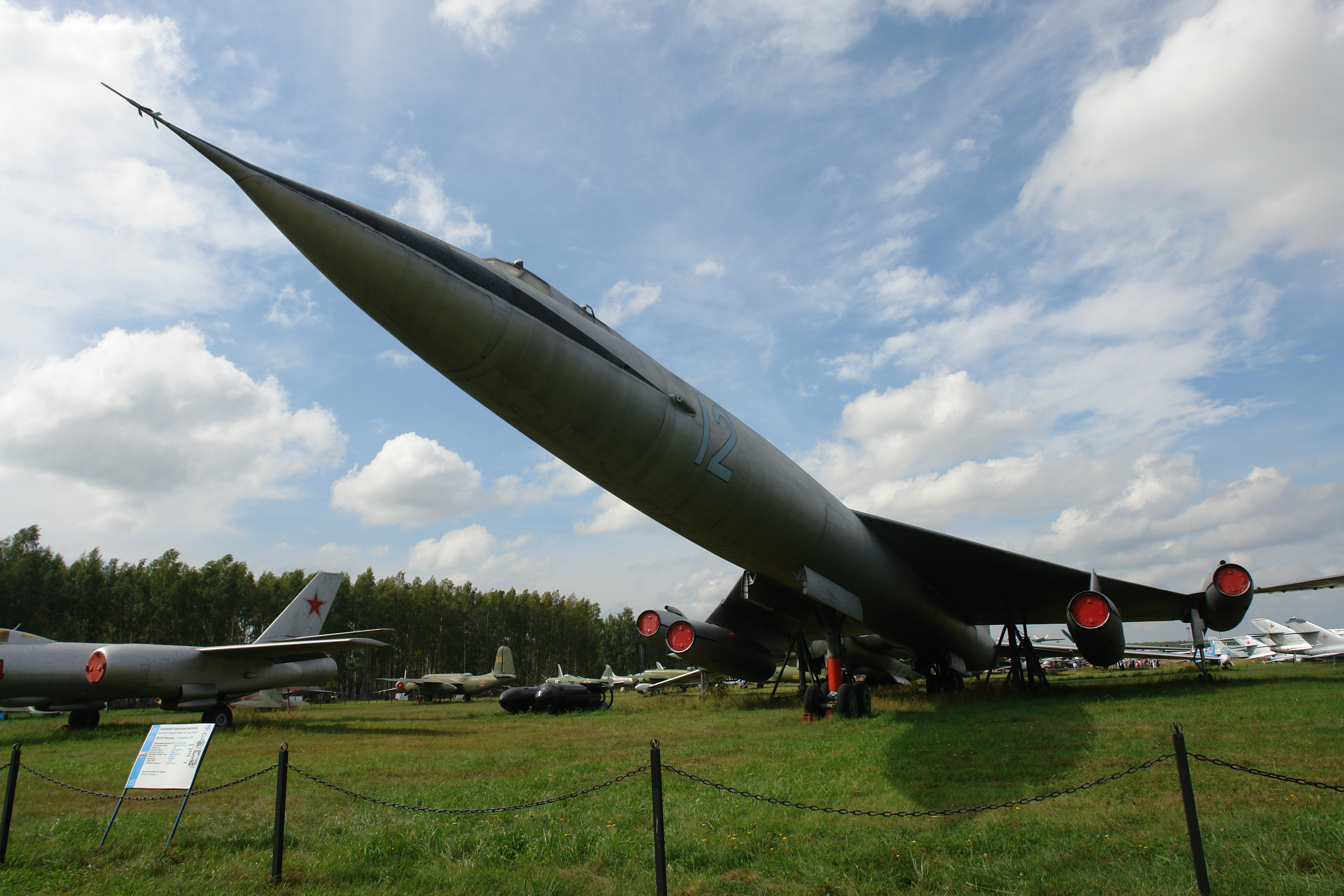
M-50轟炸機 北約代號：野蠻人
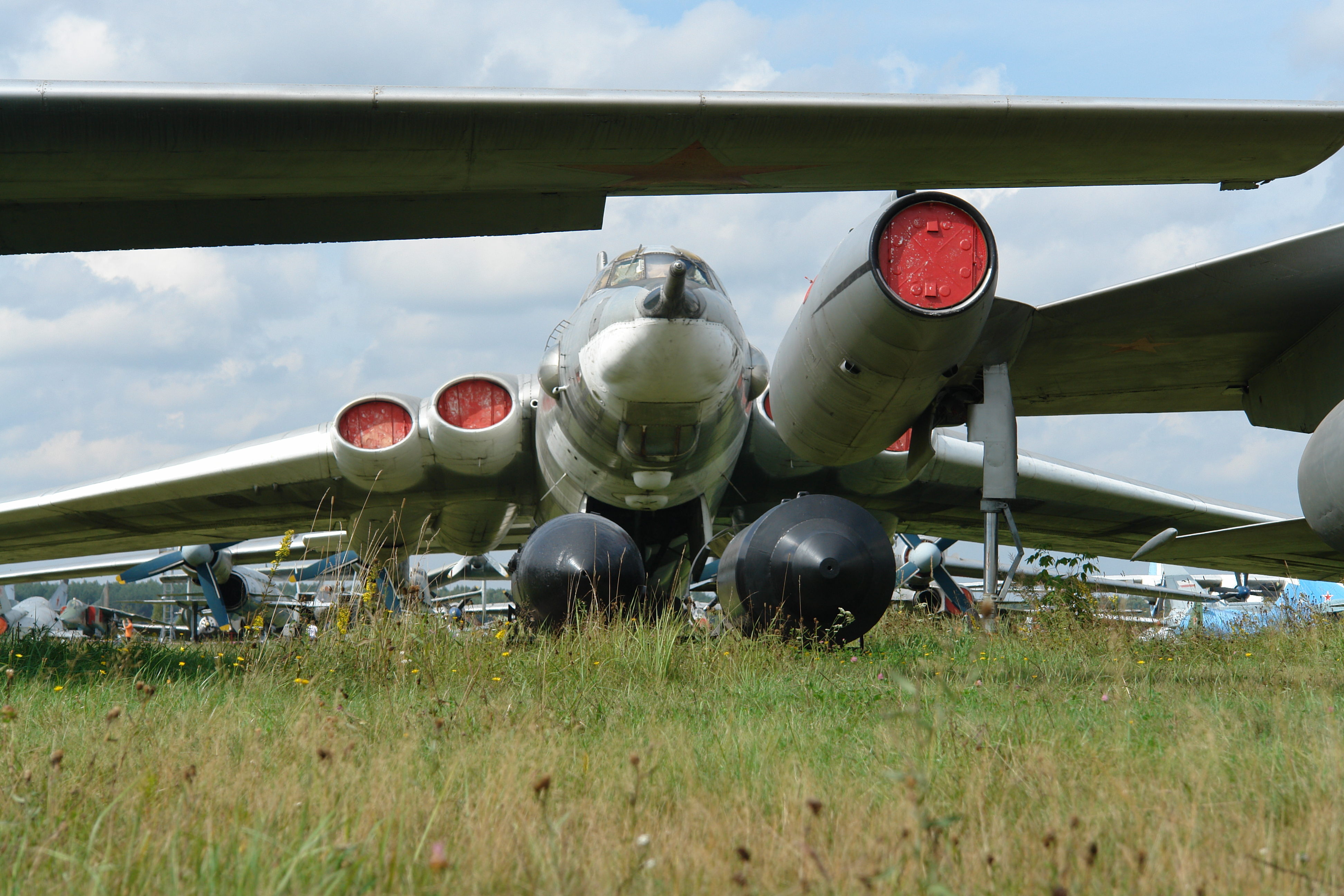
3M轟炸機 蘇聯代號：重錘 北約代號：野牛
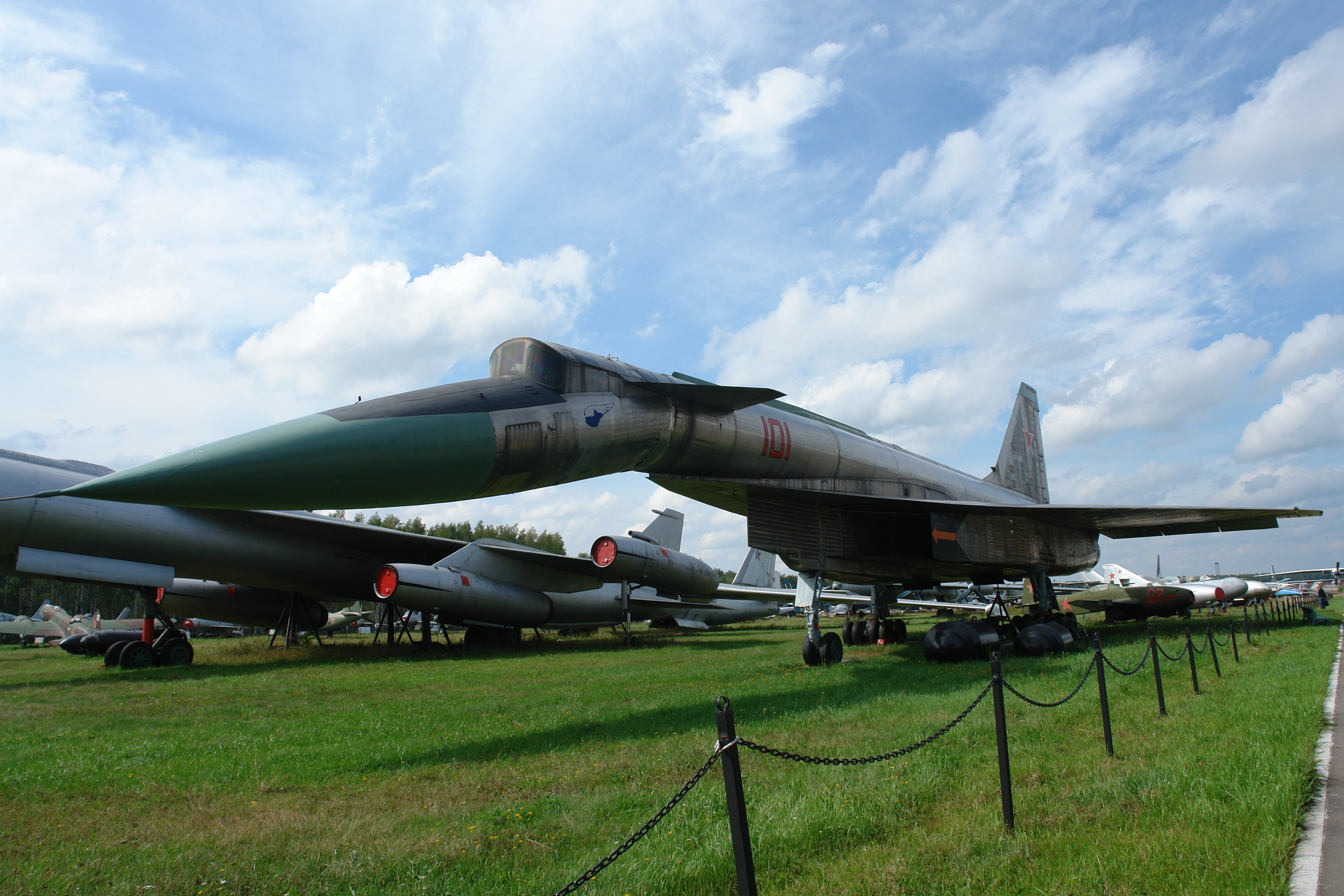
T-4偵察機 蘇聯代號：俄畝
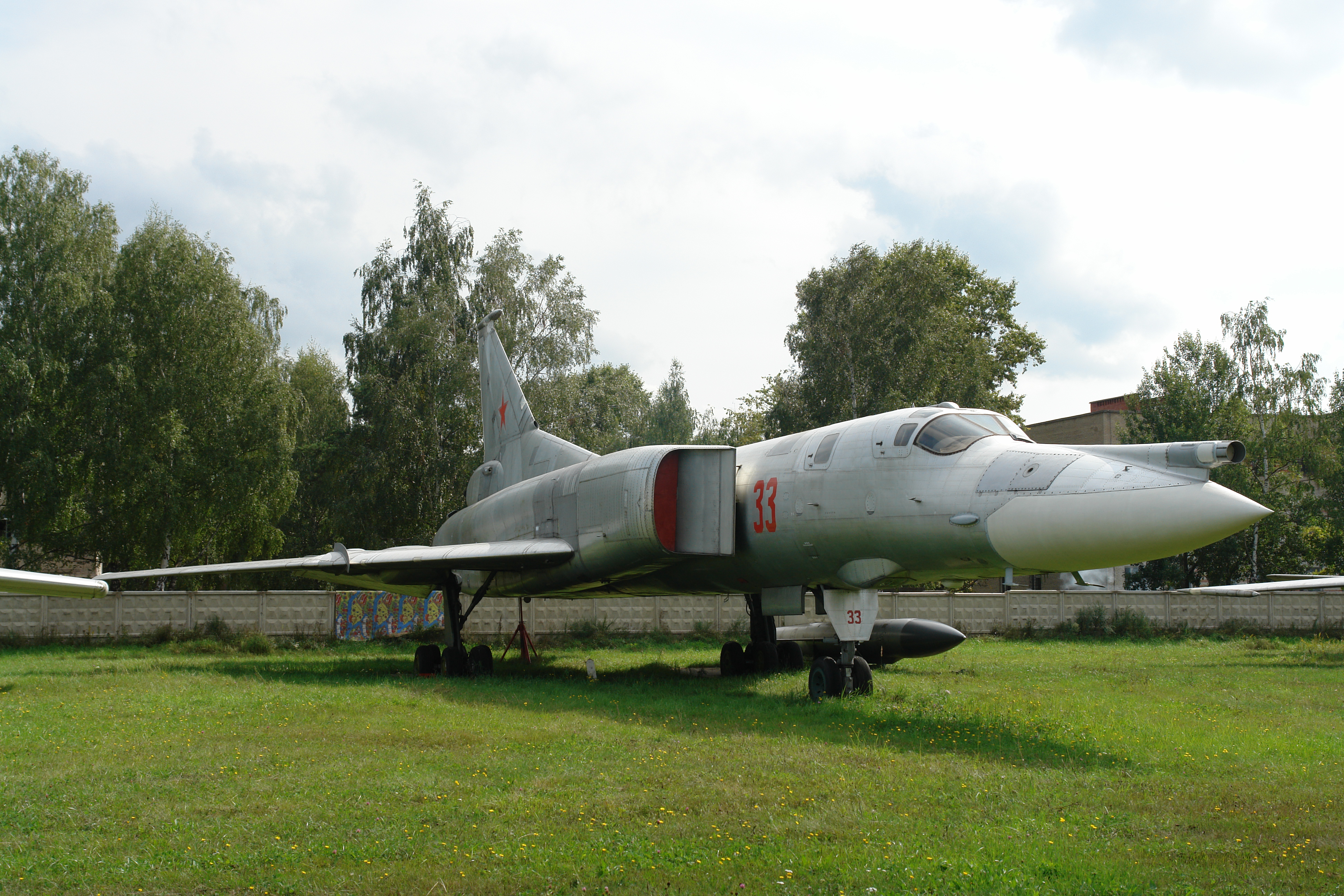
圖-22М轟炸機 北約代號：逆火
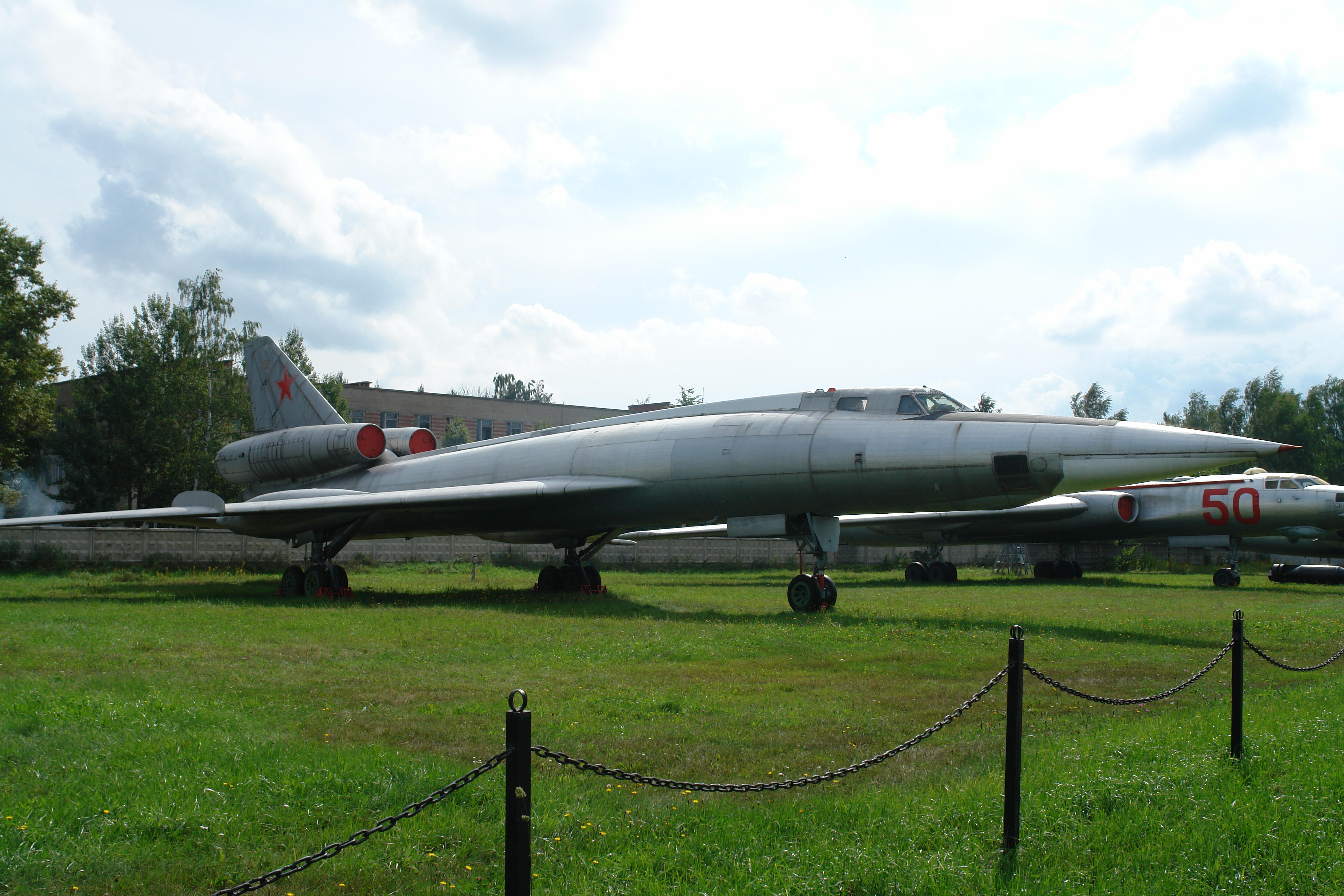
圖-22轟炸機 蘇聯代號：錐子 北約代號：眼罩
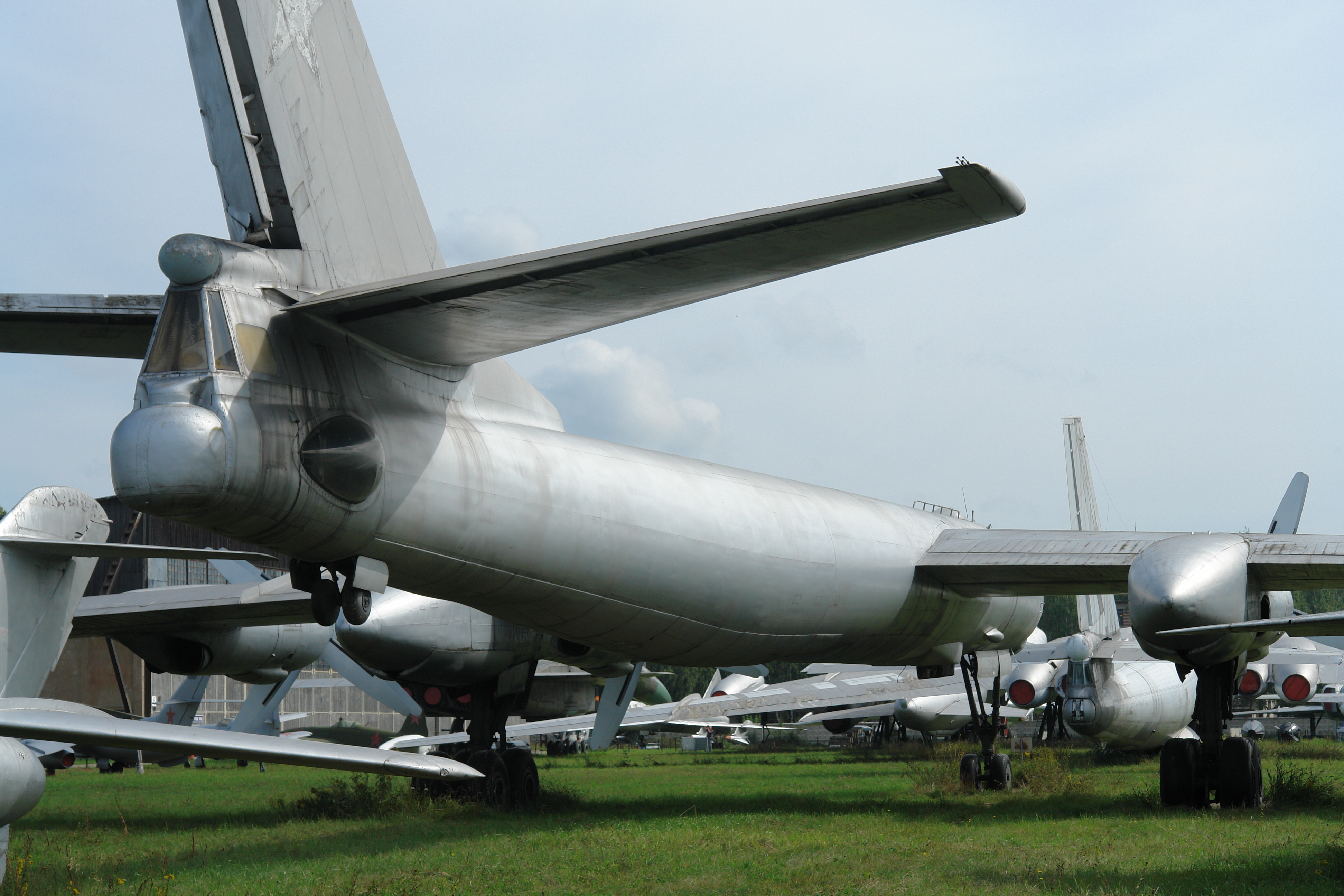
圖-95В轟炸機 北約代號：熊

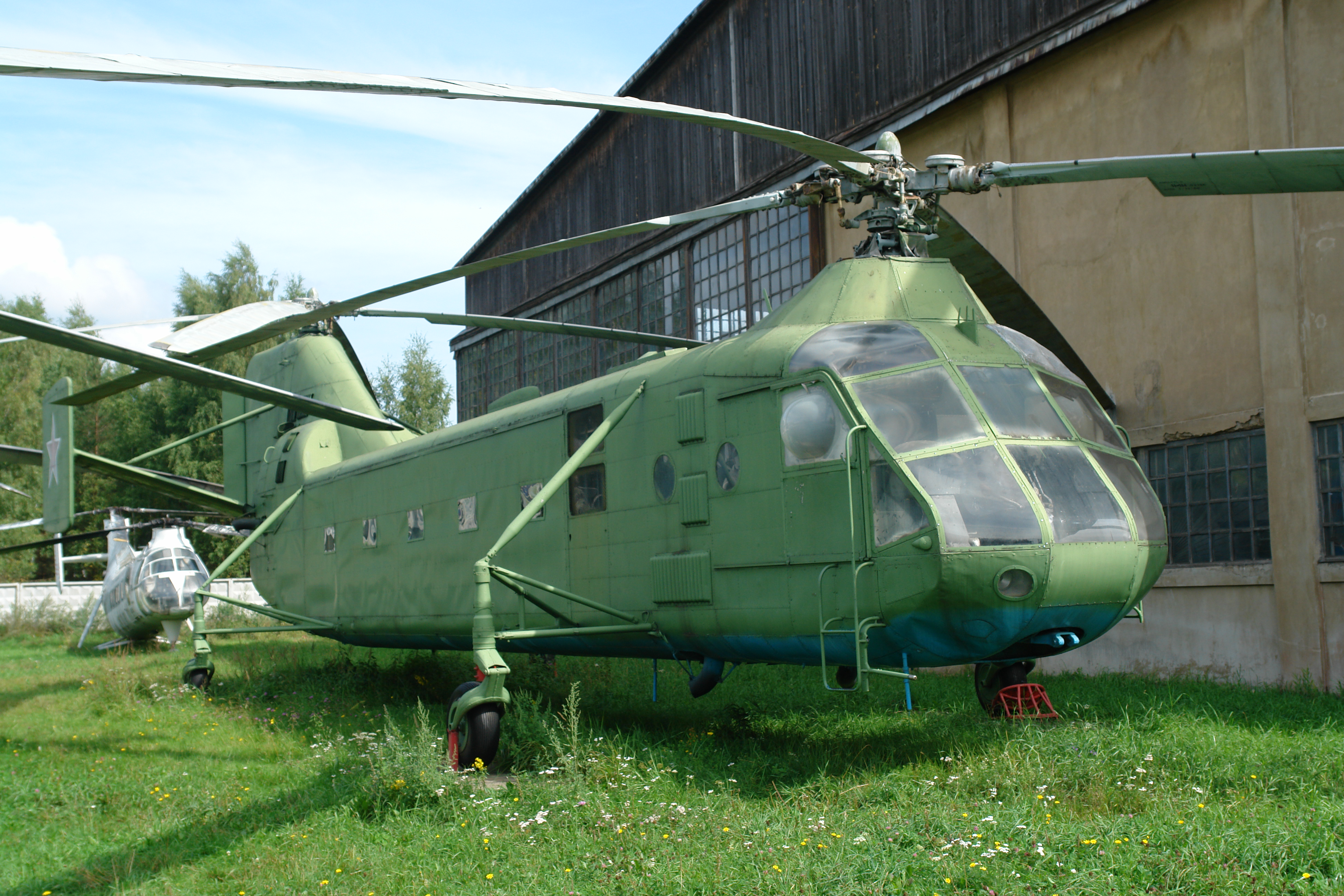
雅克-24直升機 北約代號：馬
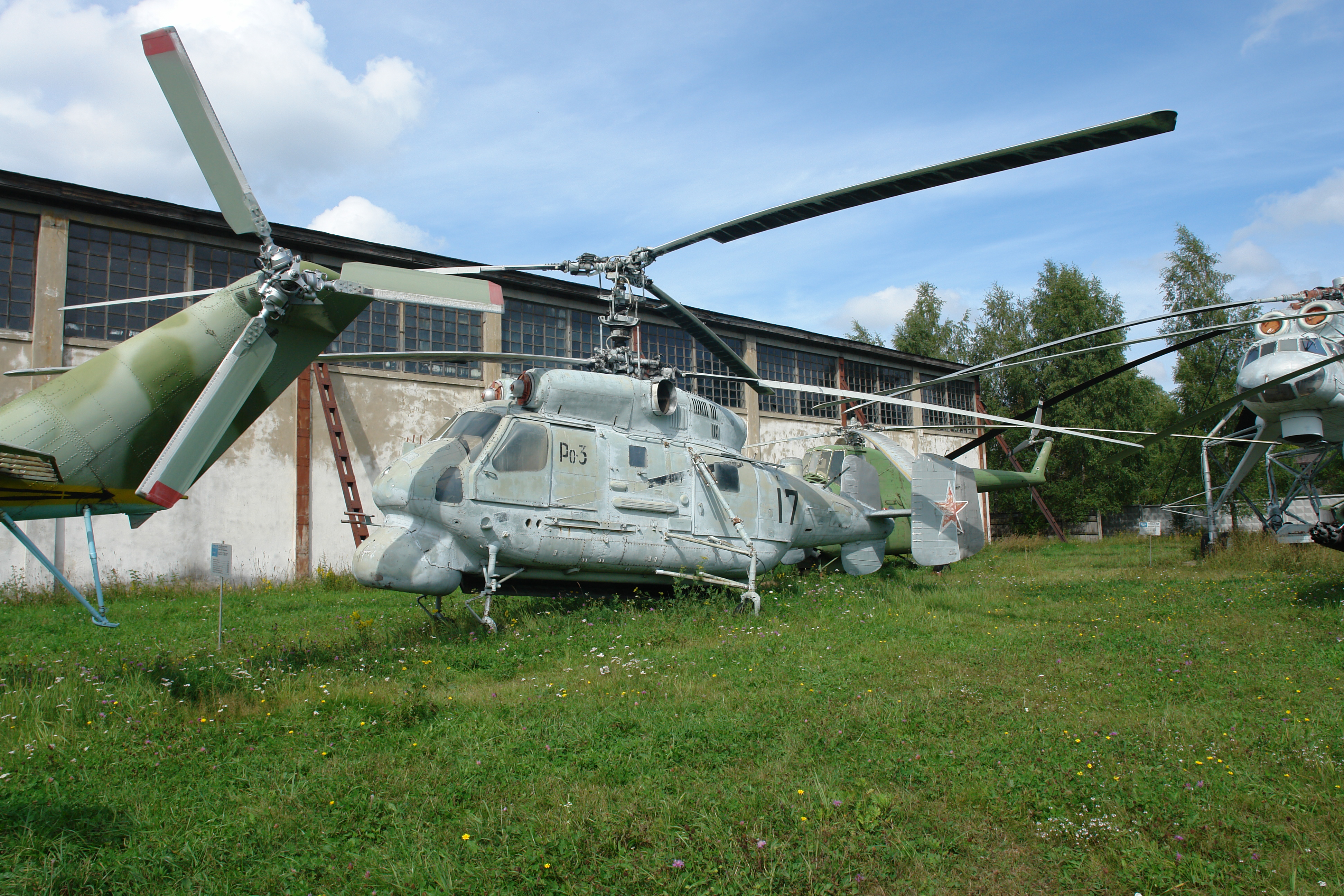
卡-25直昇機 北約代號：激素
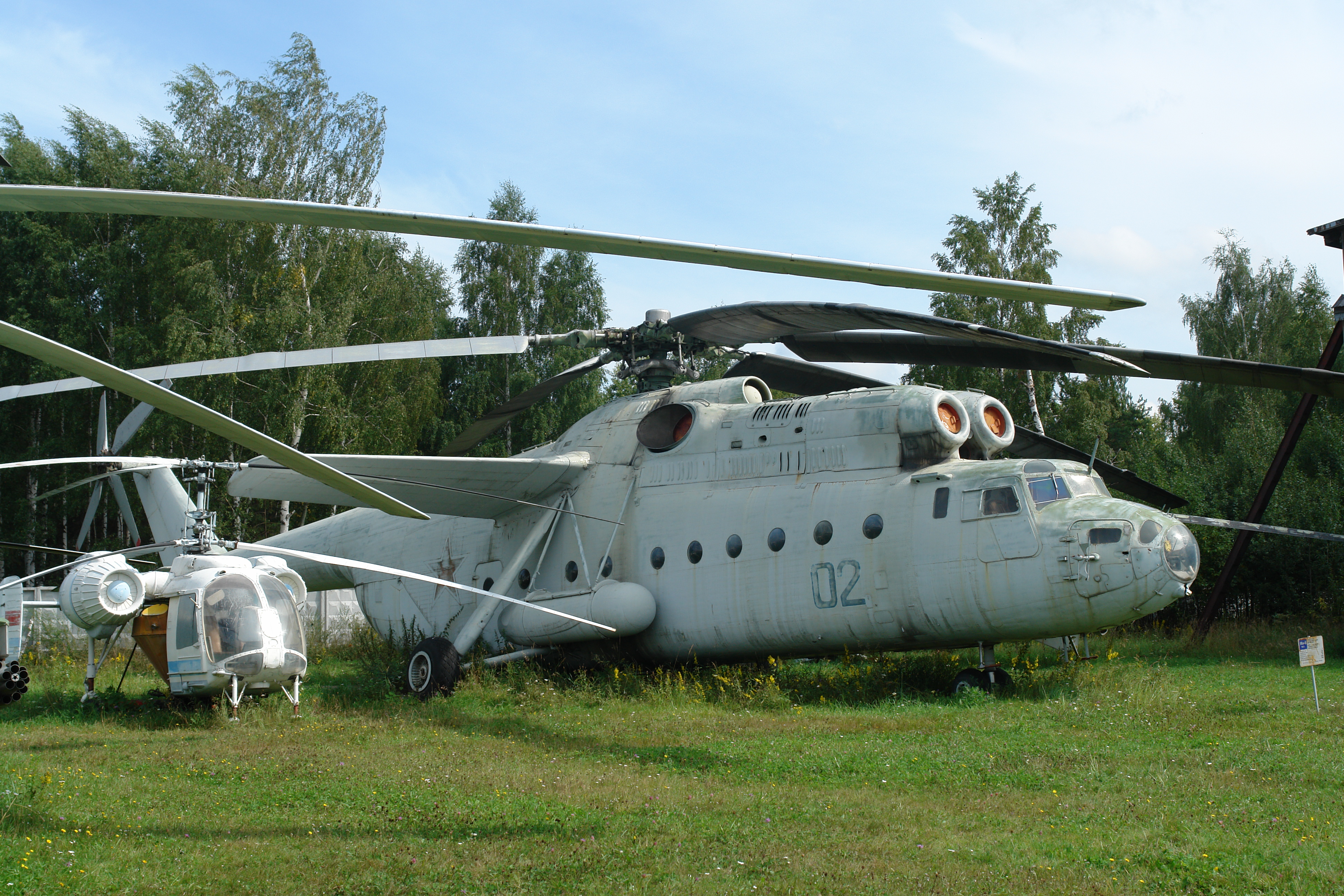
米-6直升機 北約代號：鉤子
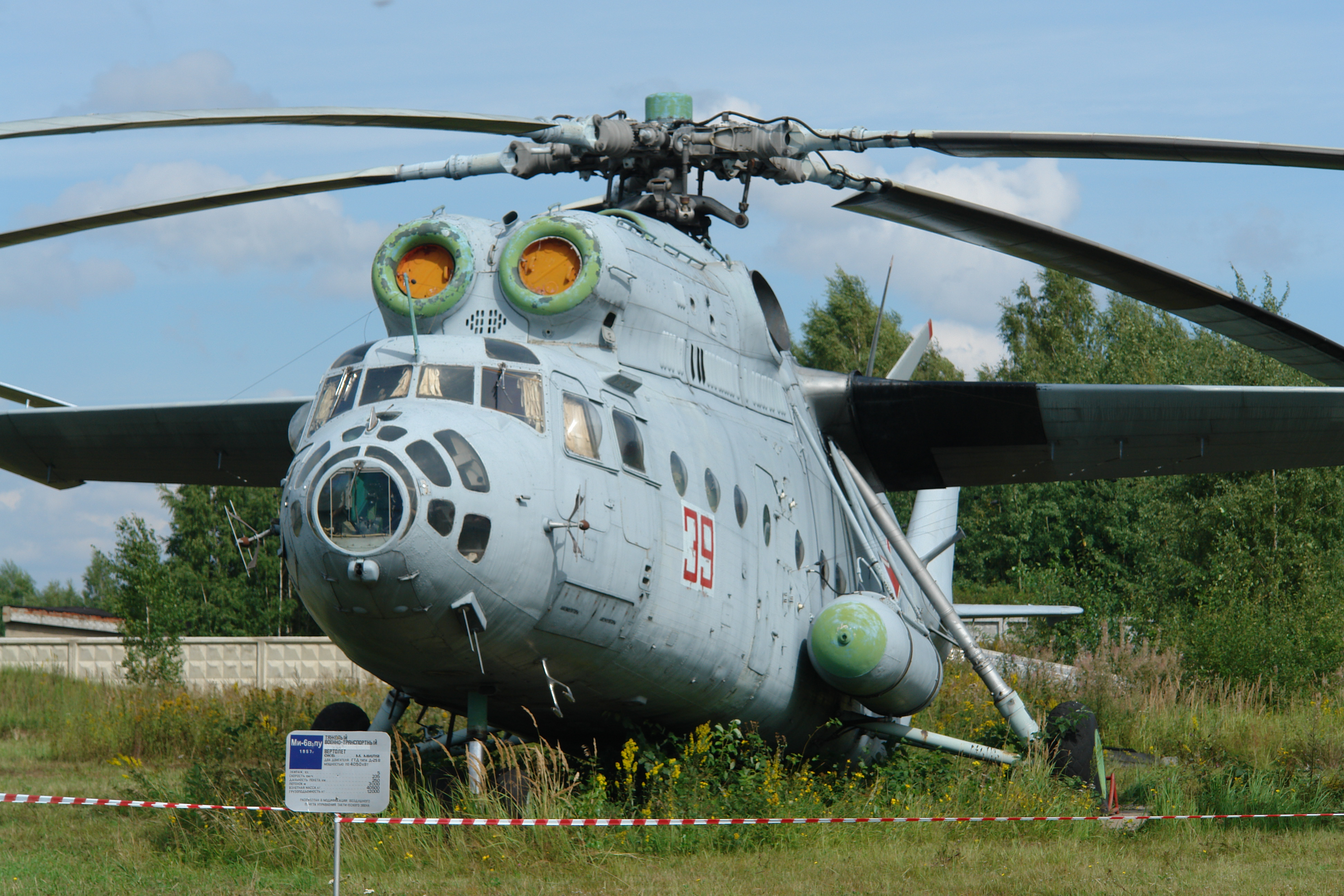
米-6Б直升機
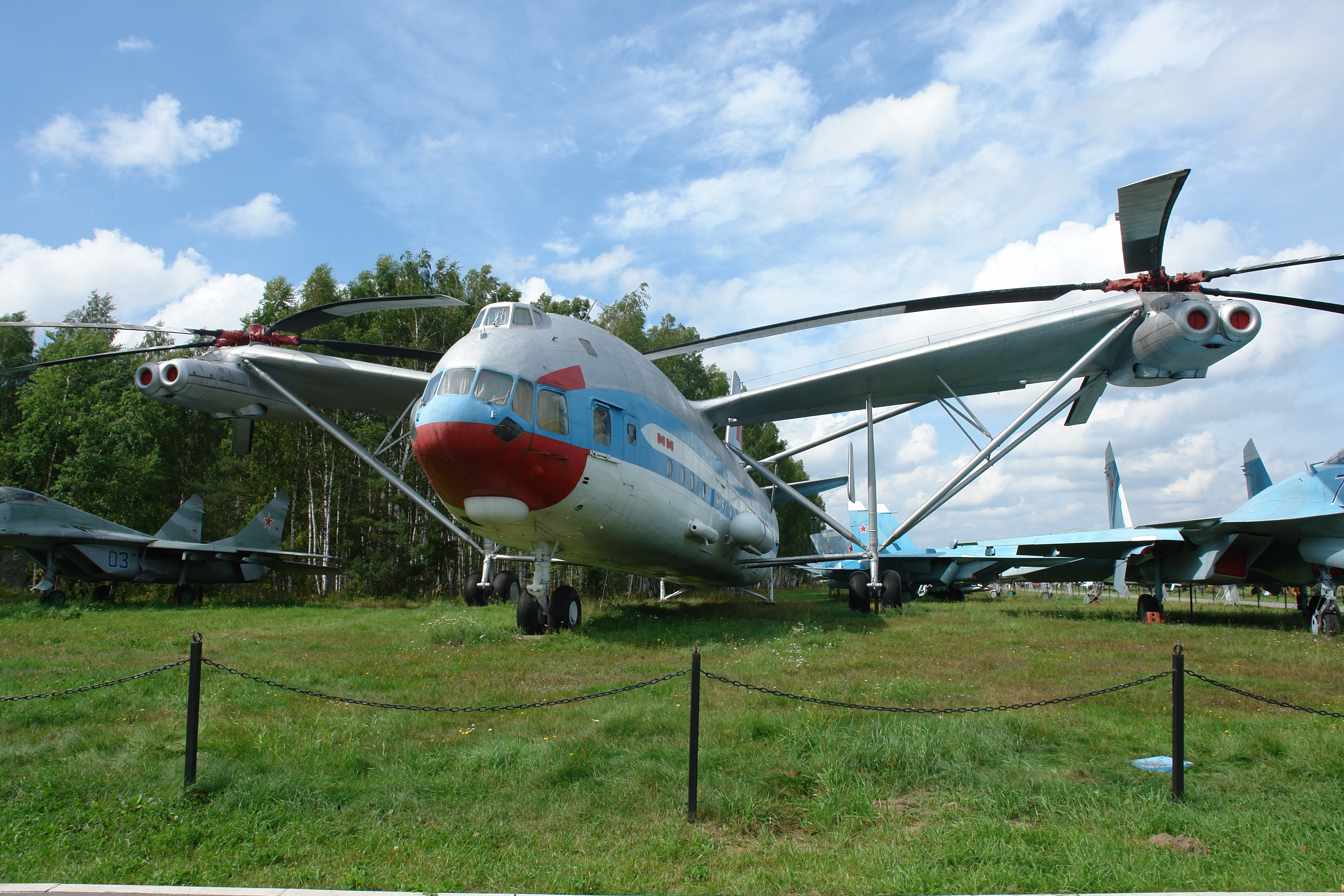
米-12直升機 北約代號：信鴿
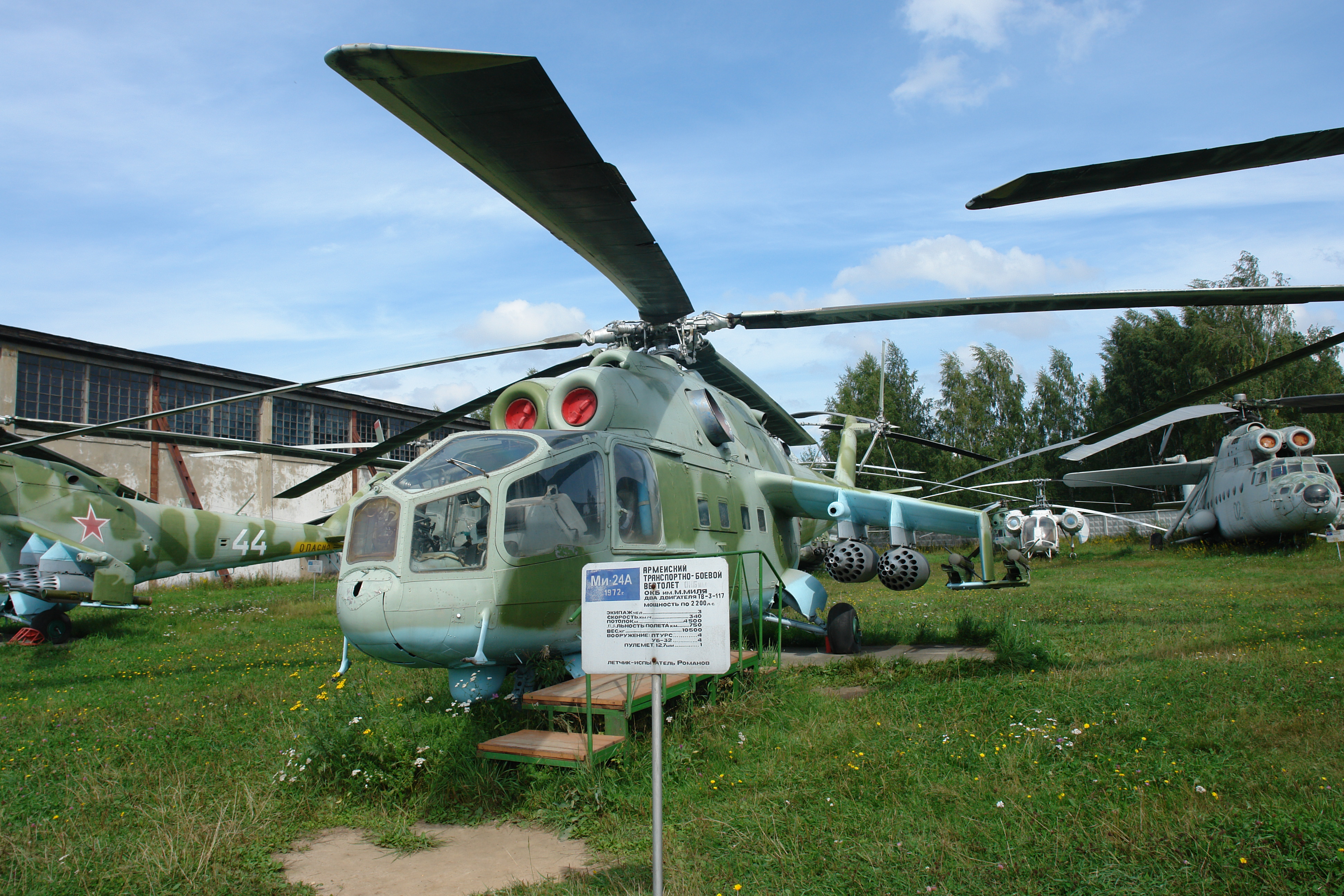
米-24А武裝直升機 蘇聯代號：鱷魚 北約代號：雌鹿
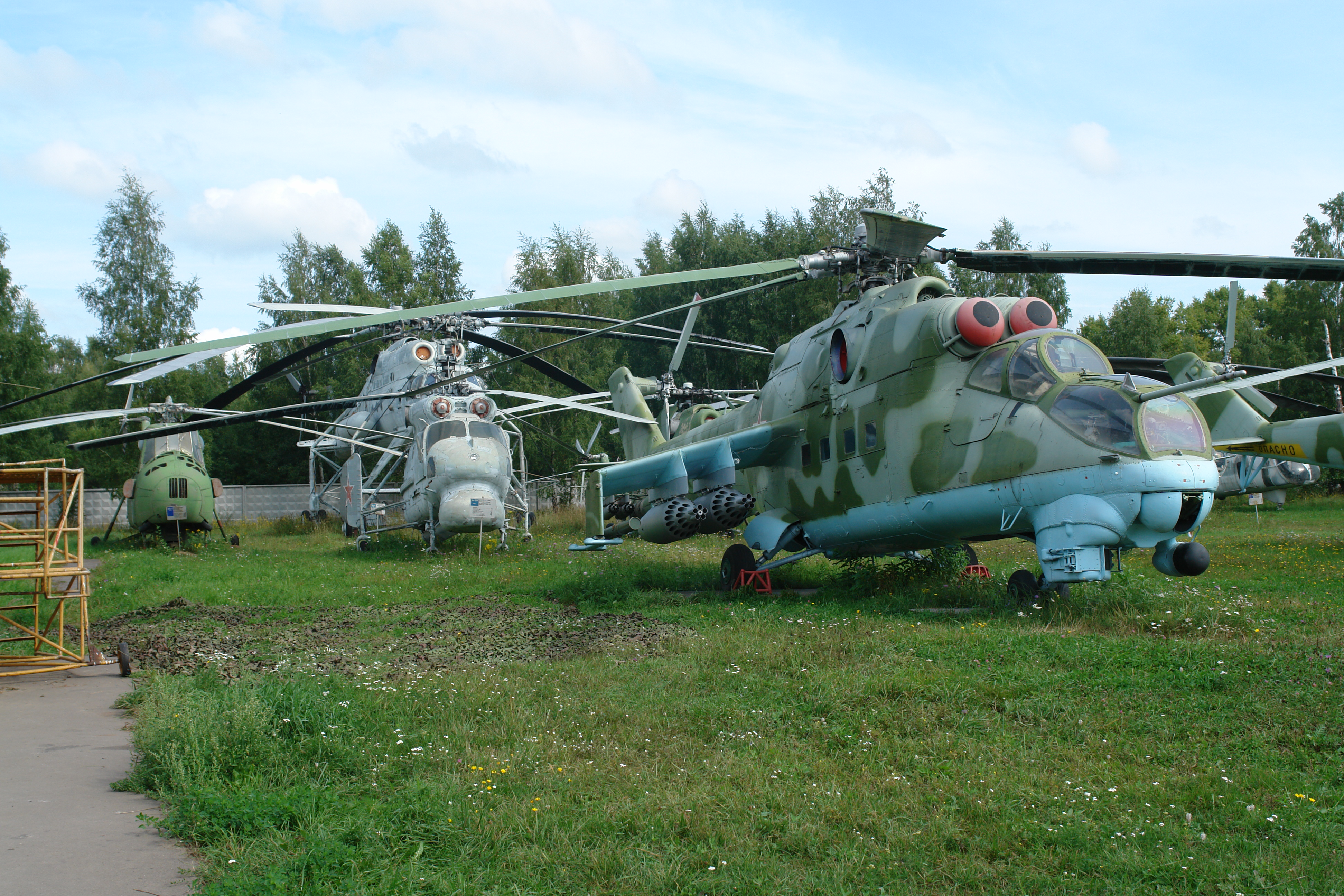
米-24БА武裝直升機
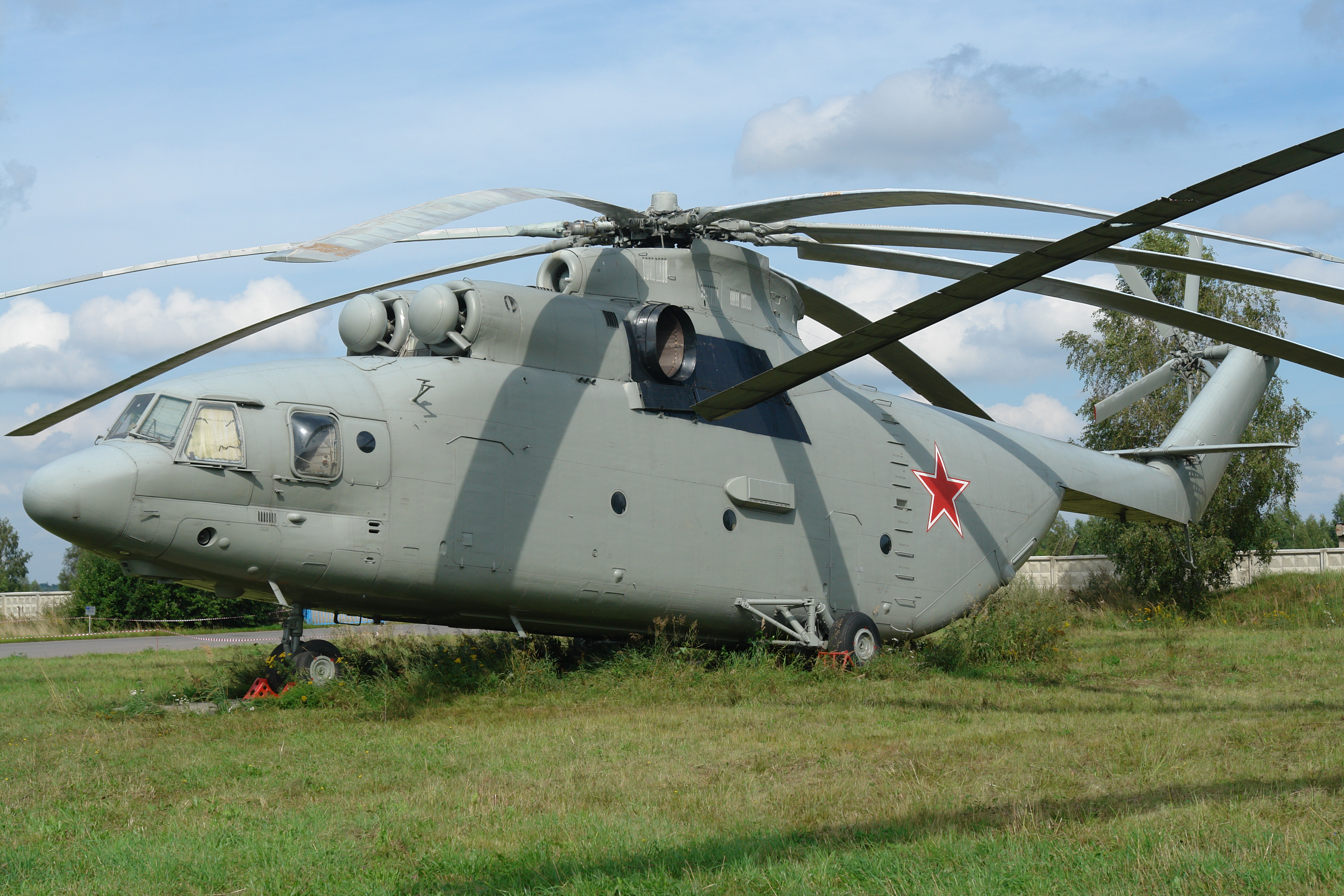
米-26直升機 北約代號：光暈
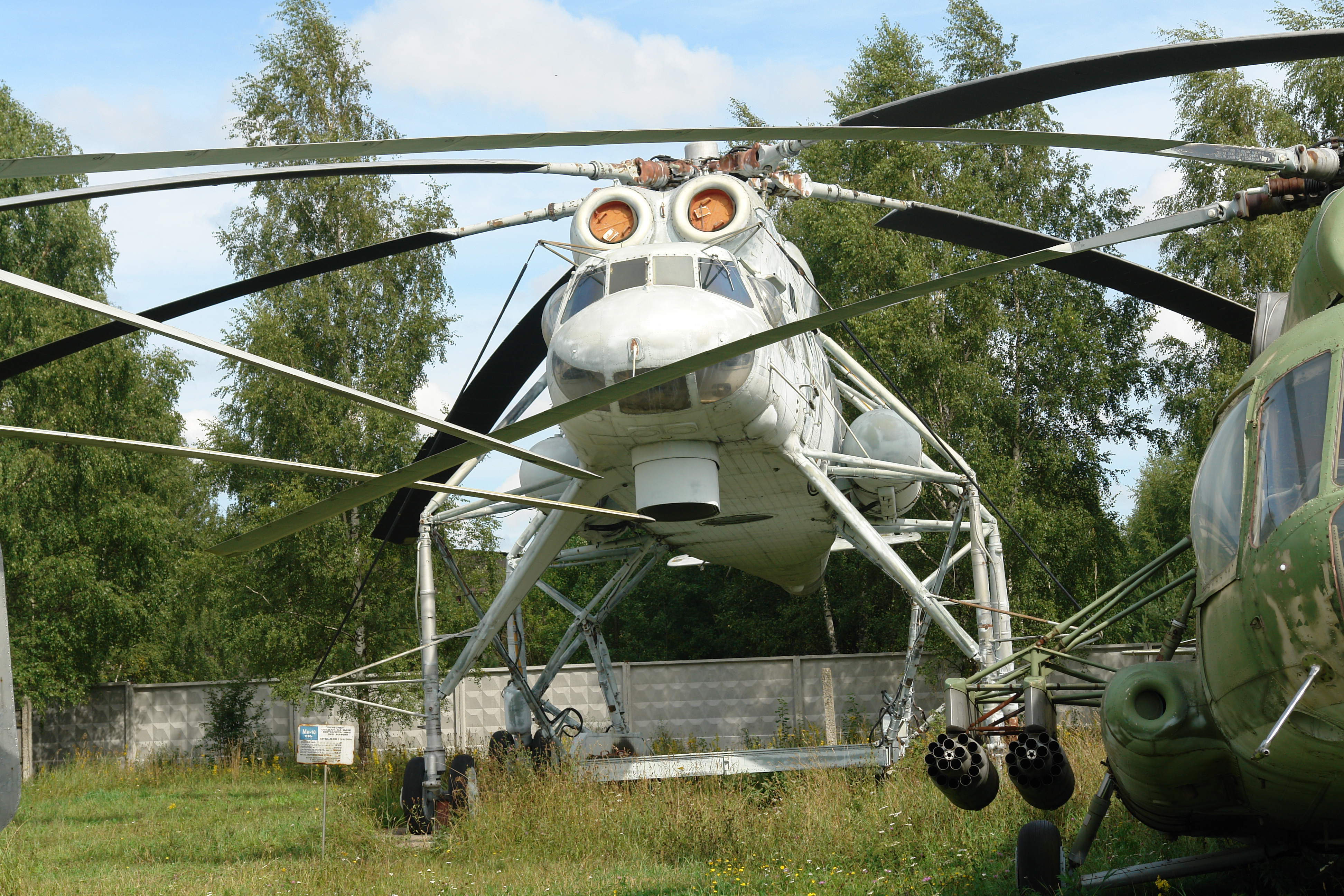
Mi-10直升機 北約代號：Harke

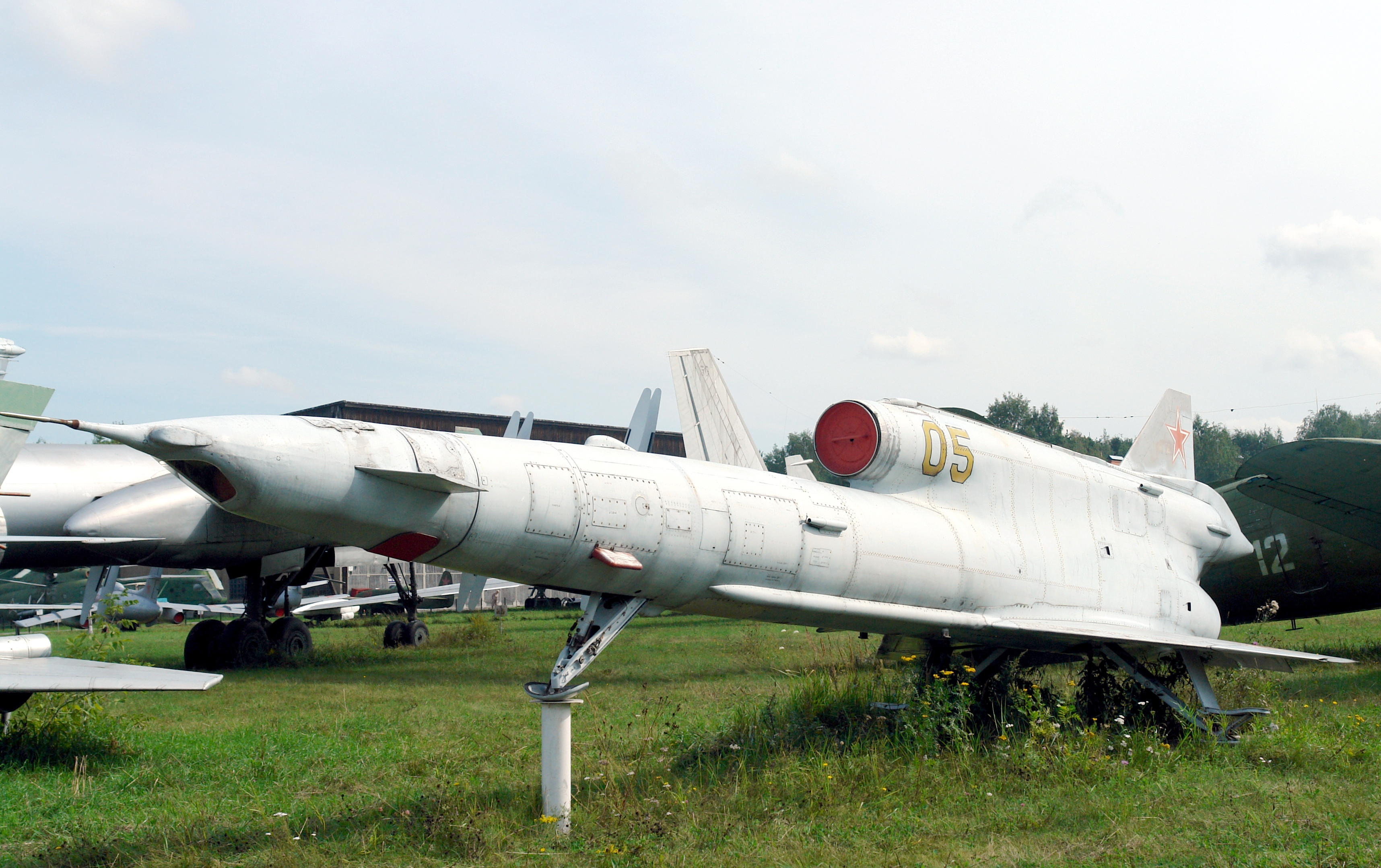
М-141巡航導彈 蘇聯代號：短腳燕
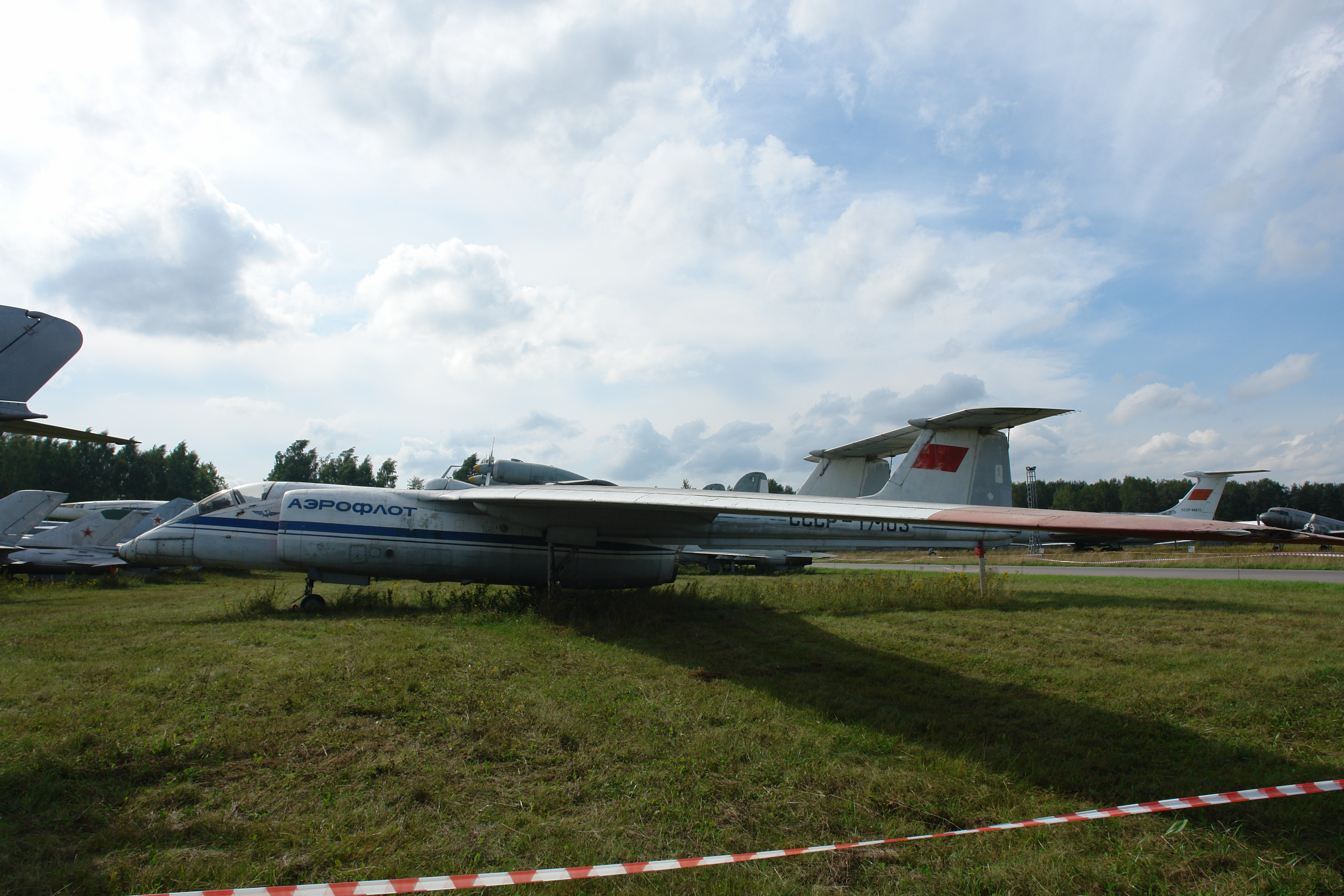
М-55實驗飛行器 蘇聯代號：平流層 北約代號：神秘-A
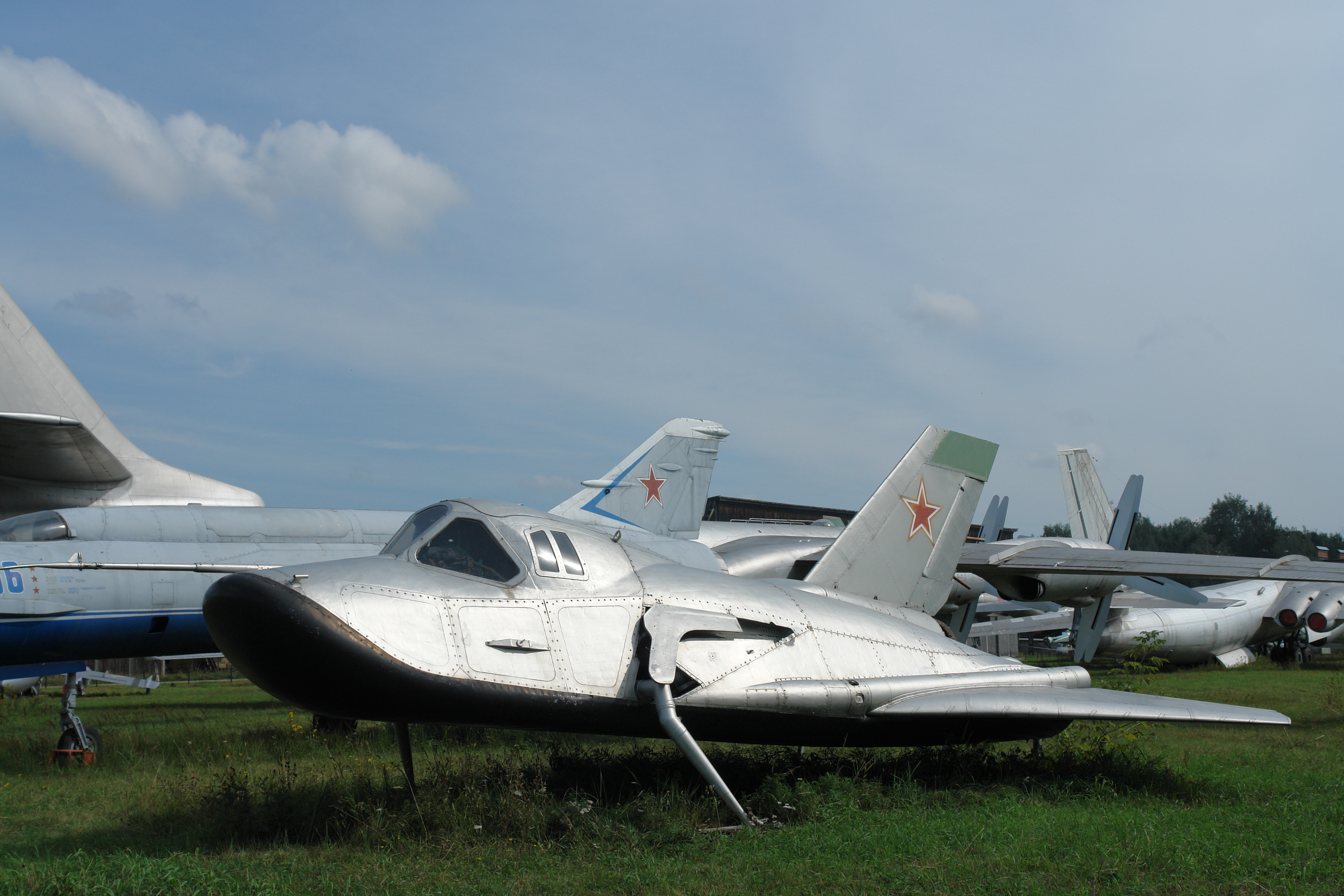
米格-105實驗飛行器
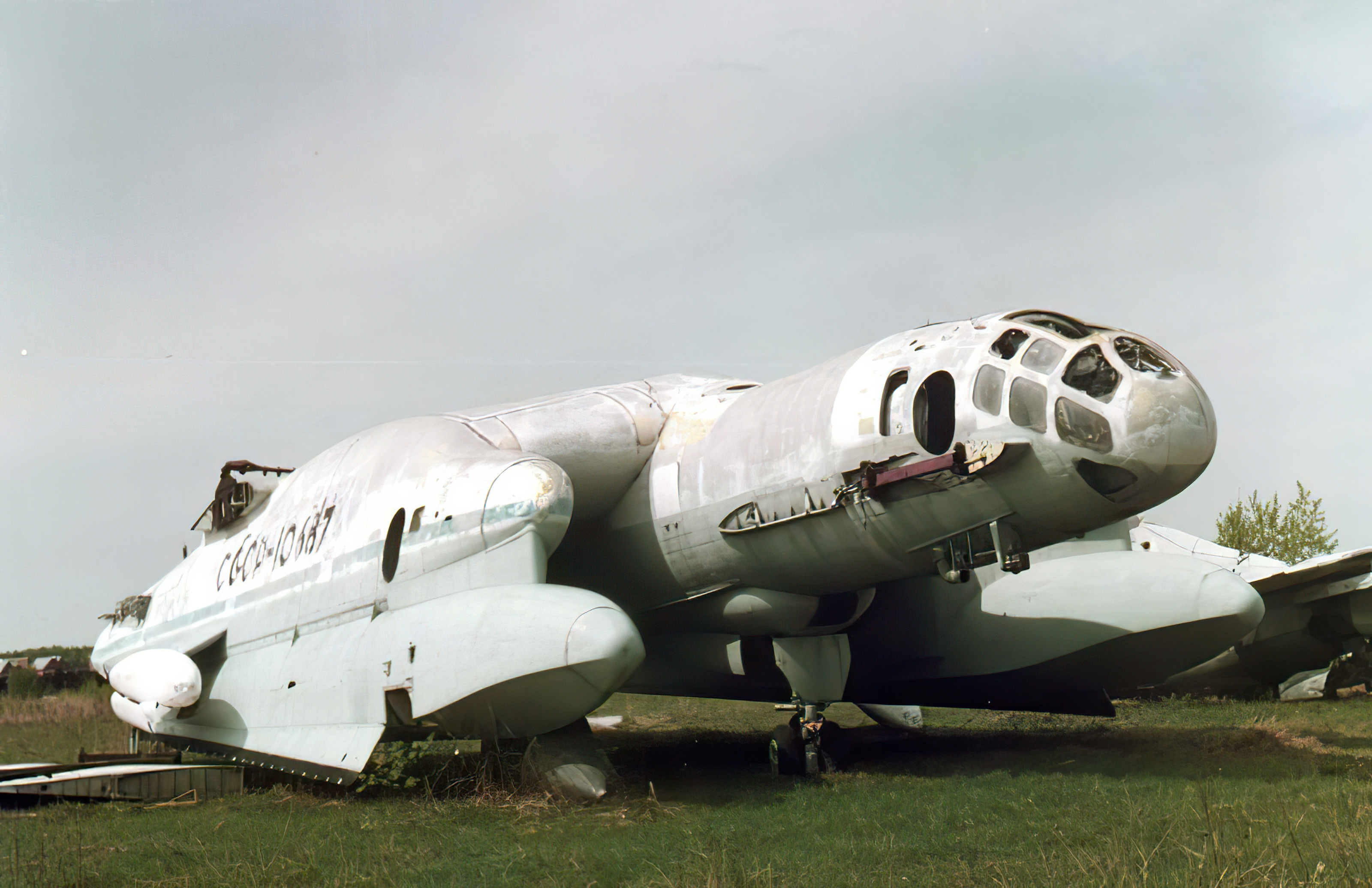
VVA-14反潛機

館內的展示機種排列是依照設計局的名稱排放，展示廳內的物品則是依照年月順序排放。
運輸機／客運機

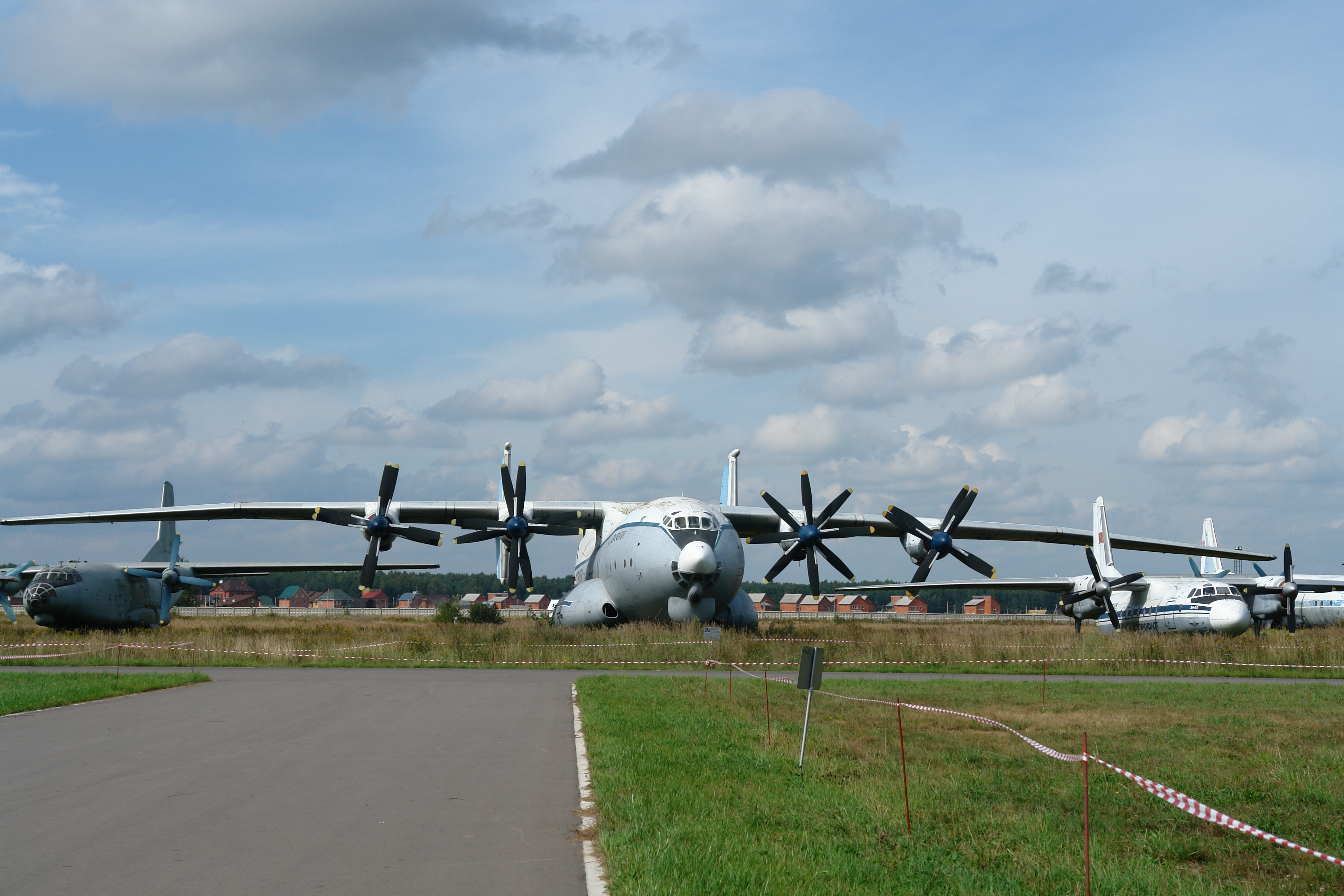
安-22運輸機 蘇聯代號：安泰 北約代號：公雞
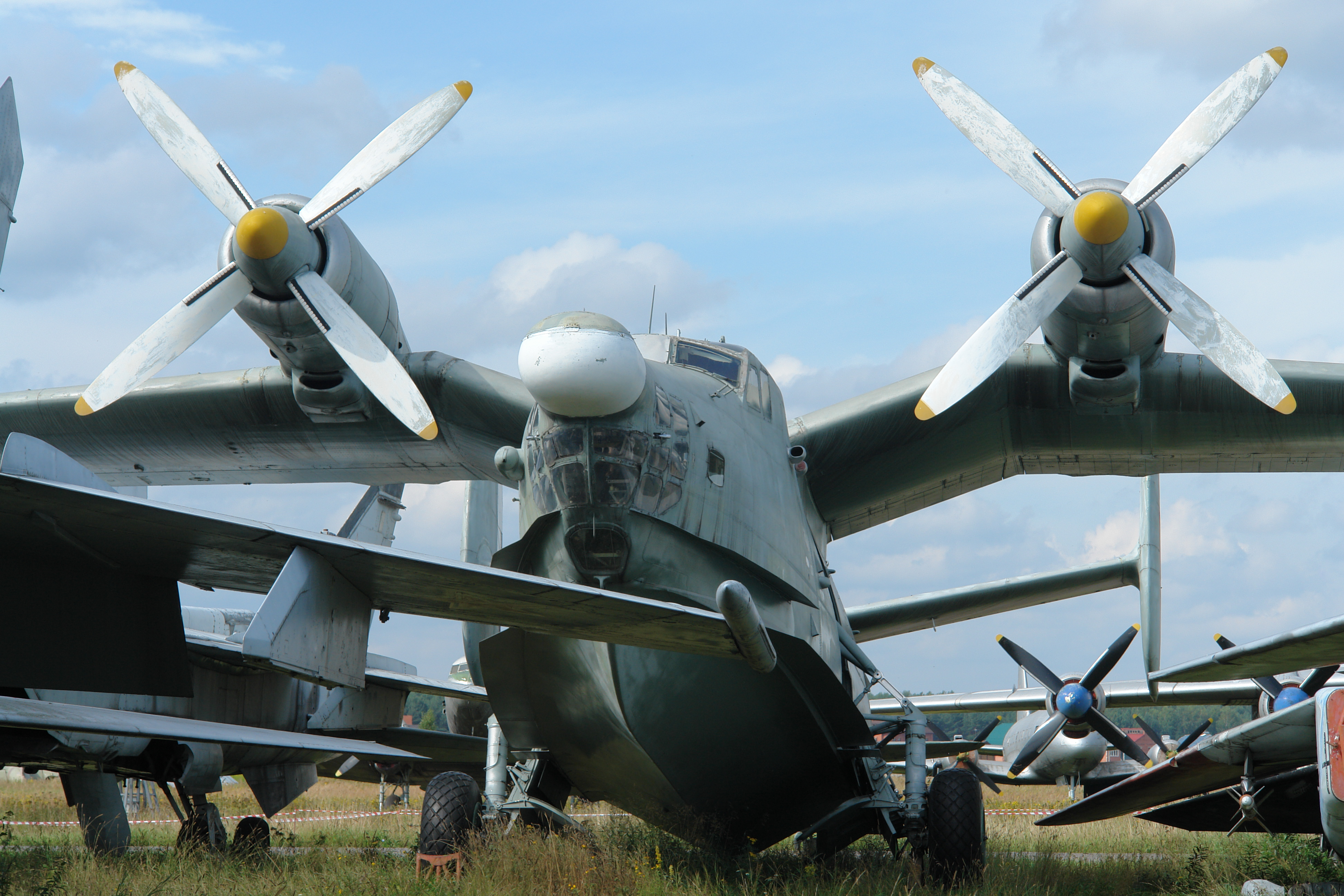
別-12運輸機 蘇聯代號：海鷗
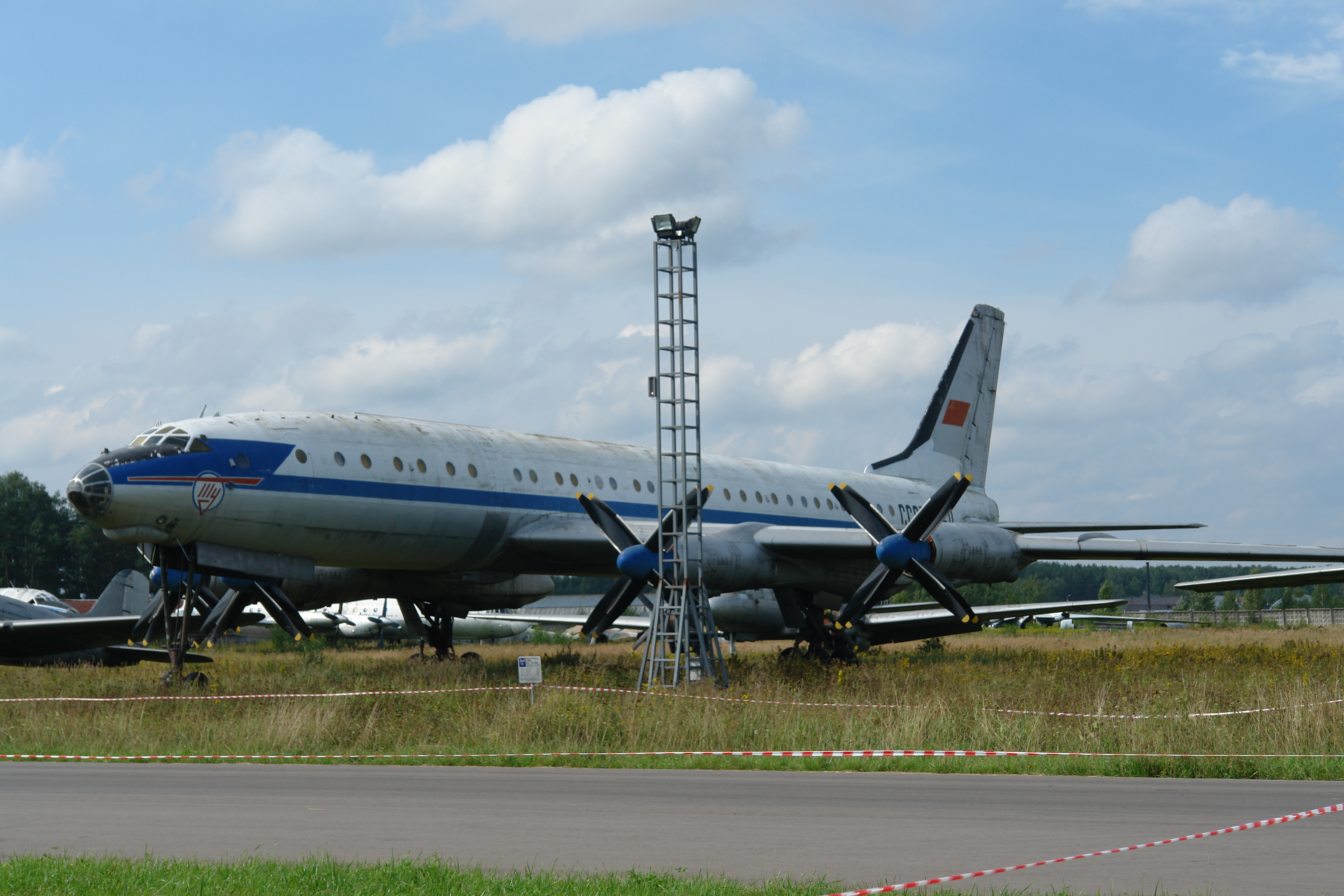
圖-114防滑楔式客機 蘇聯代號：俄羅斯 北約代號：Cleat
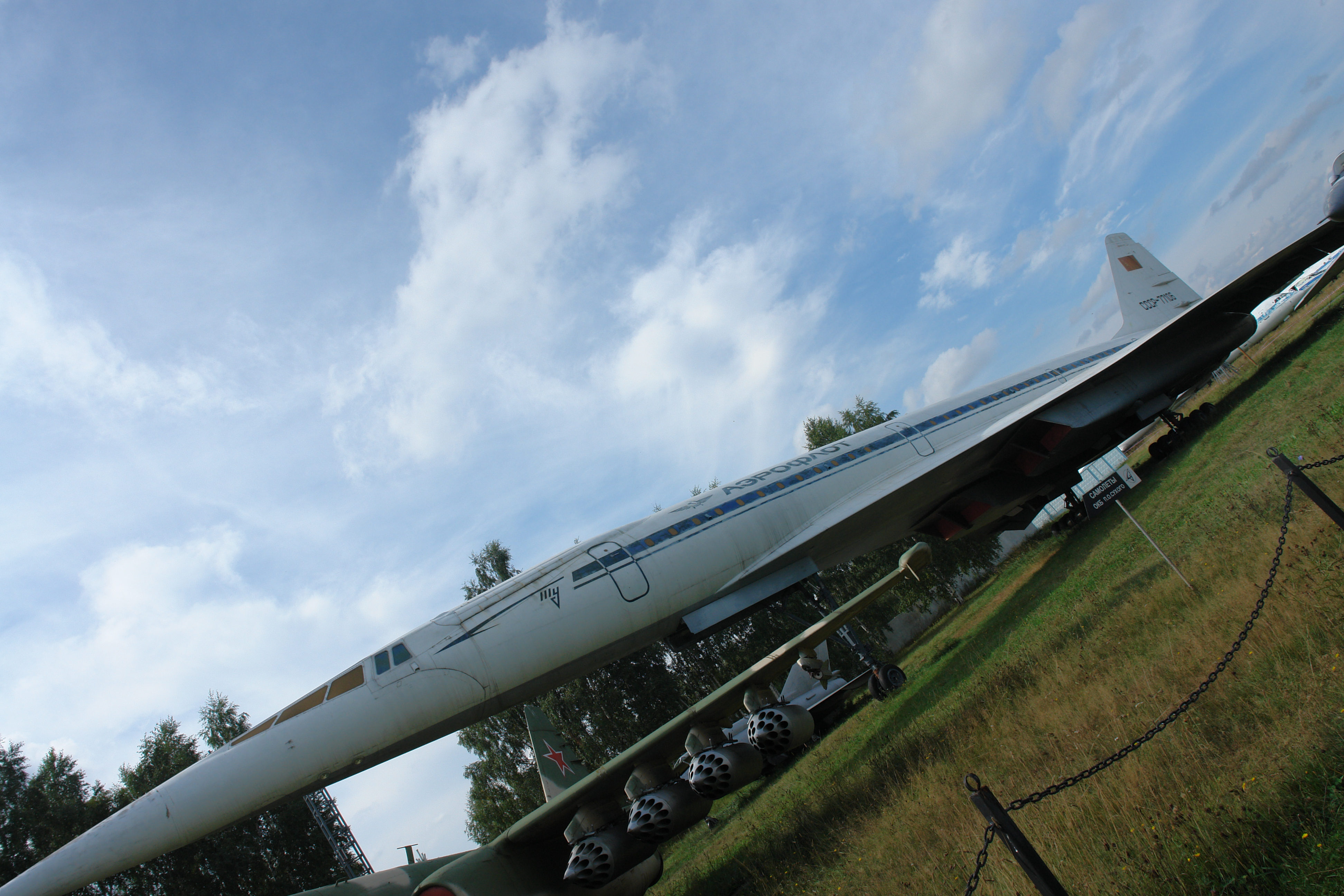
圖-144超音速客機 北約代號：戰馬

戰鬥機

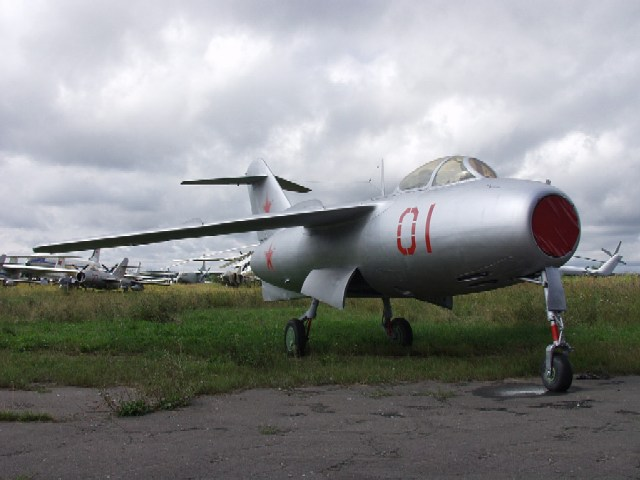
拉-15戰鬥機（俄语：Ла-15） 北約代號：扇尾鴿
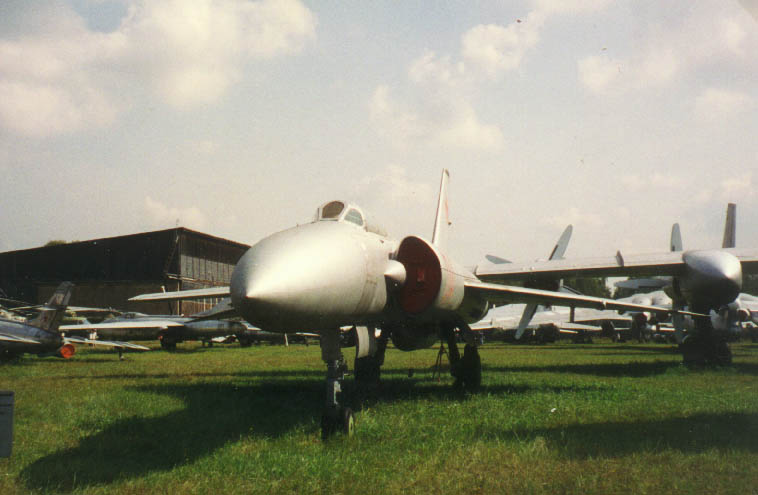
拉-250截擊機（俄语：Ла-250） 蘇聯代號：巨蟒
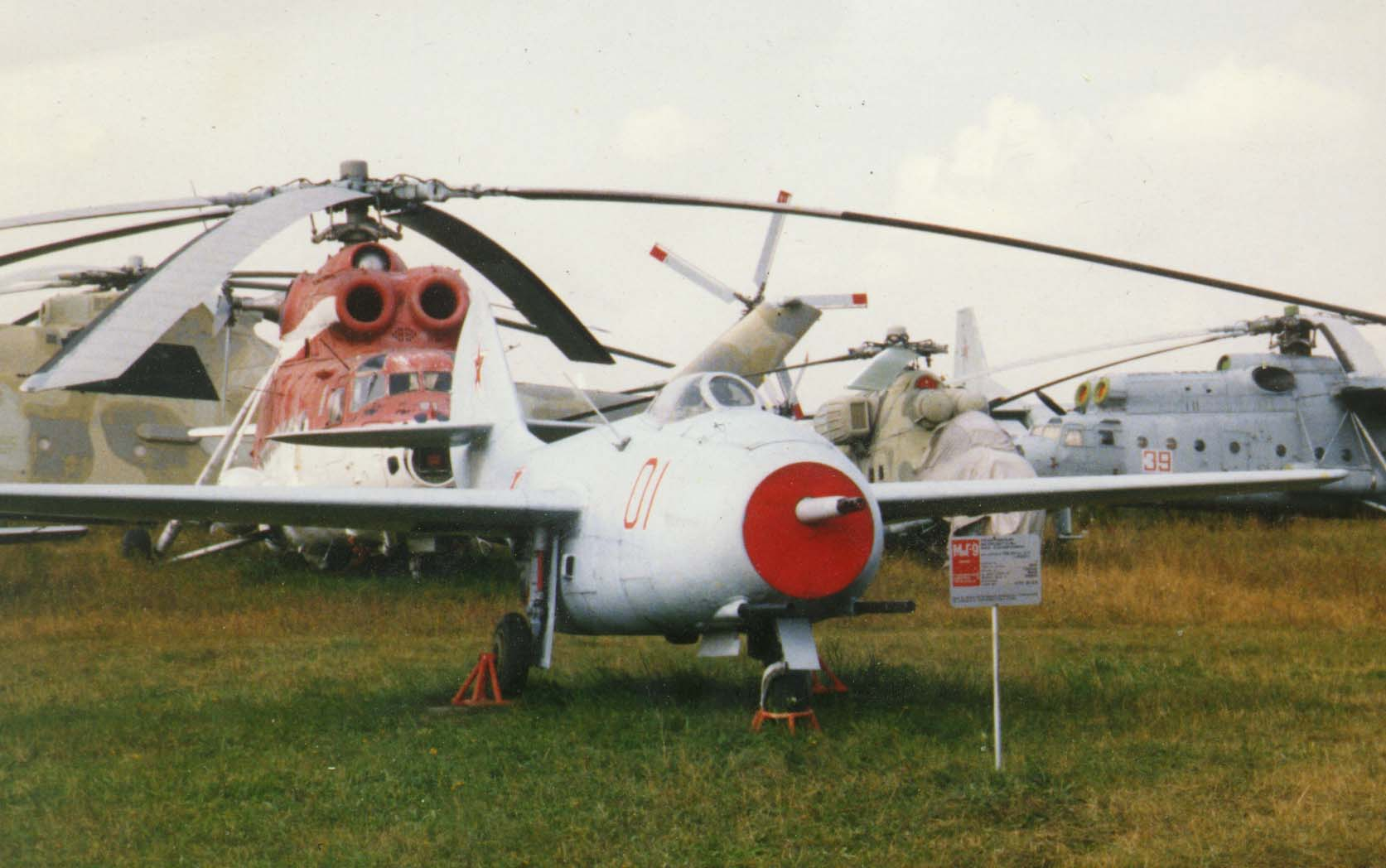
米格-9戰鬥機
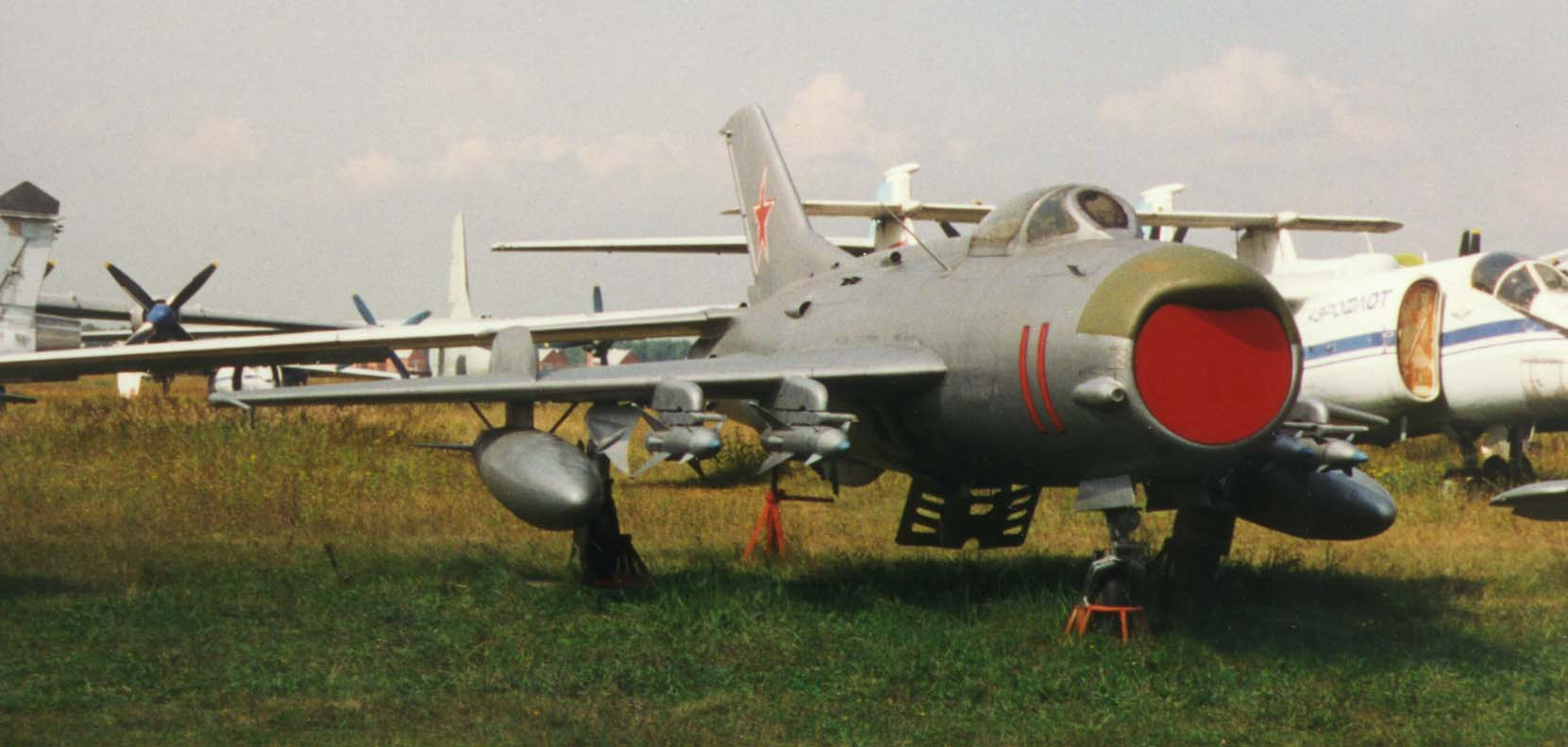
米格-19戰鬥機 北約代號：農夫
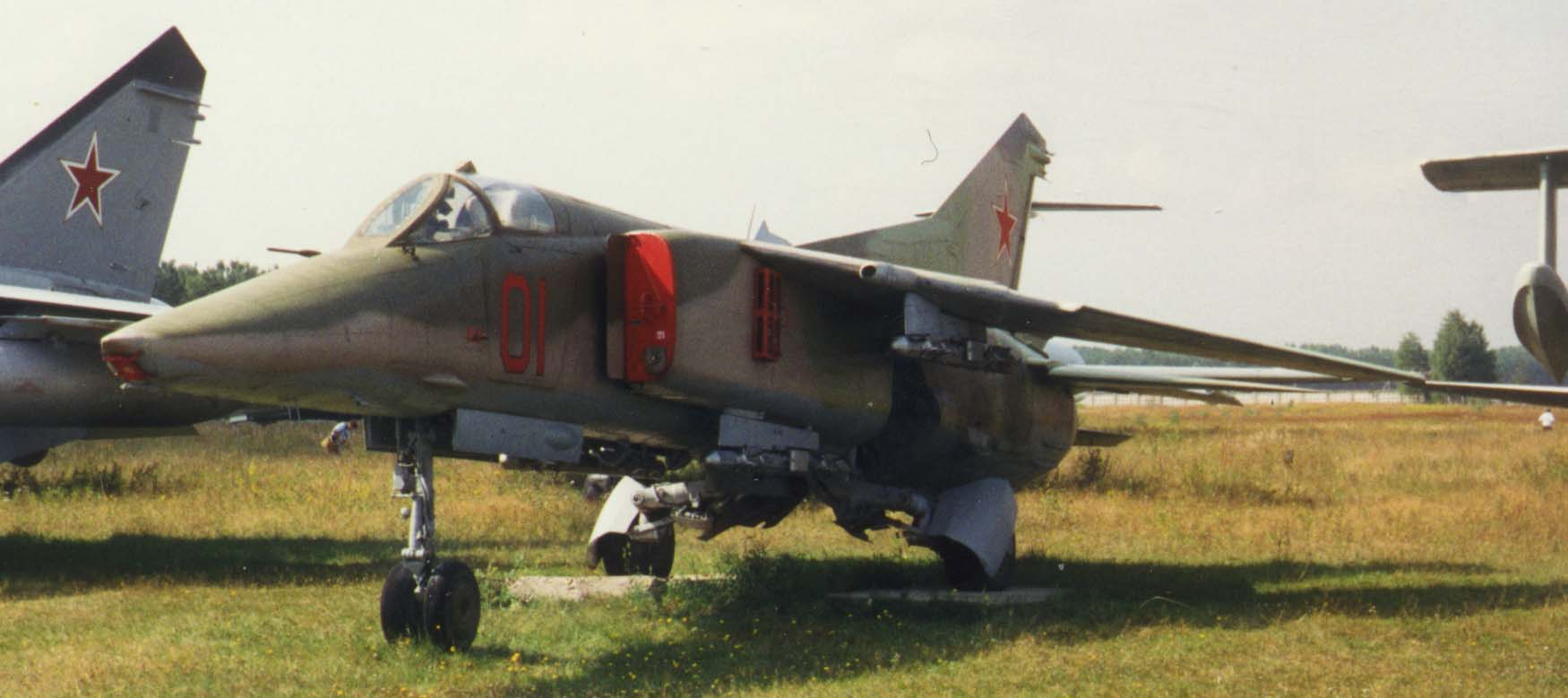
米格-27攻擊機 北約代號：鞭笞者
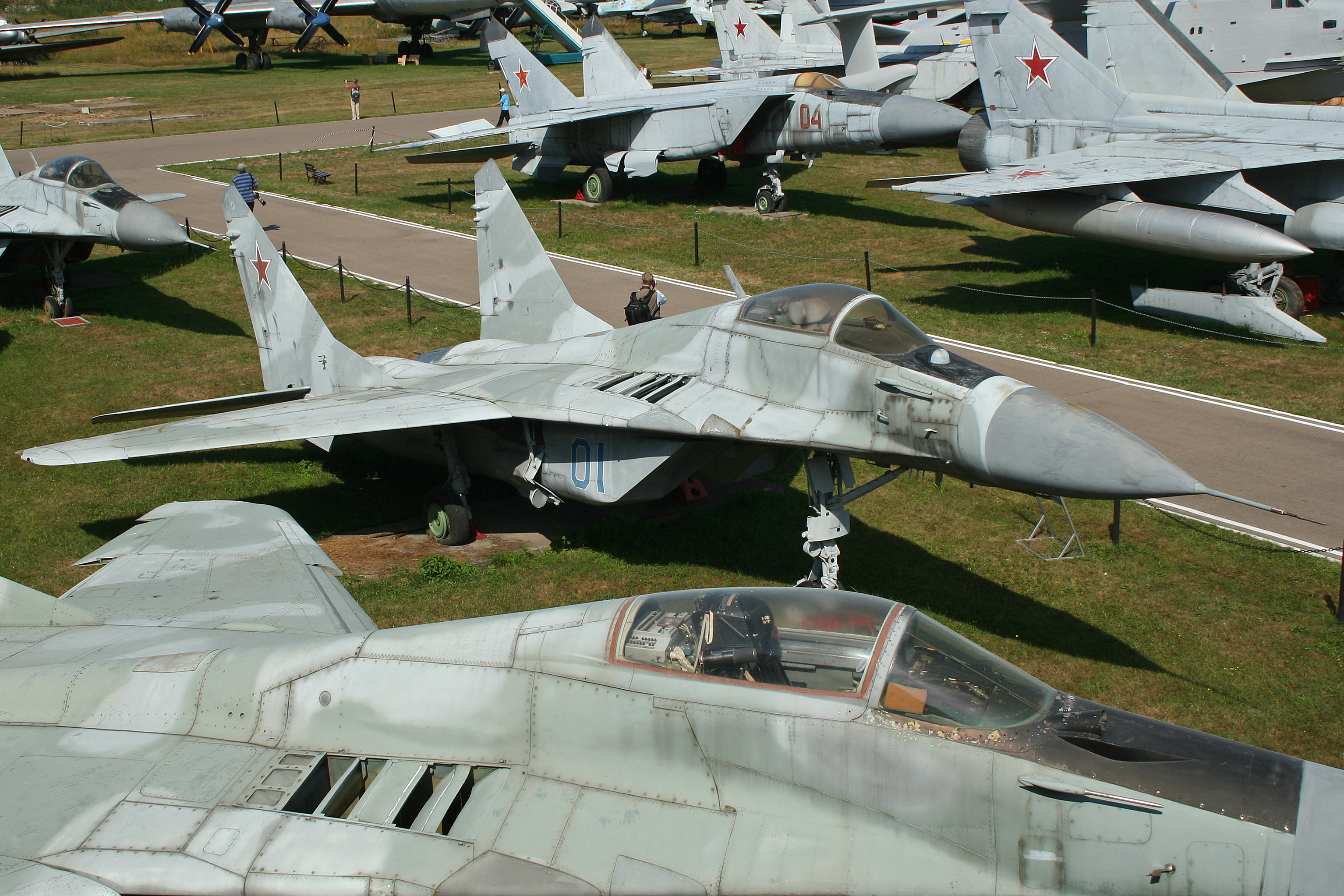
米格-29的首架原型機（Prototype）「藍色-01」
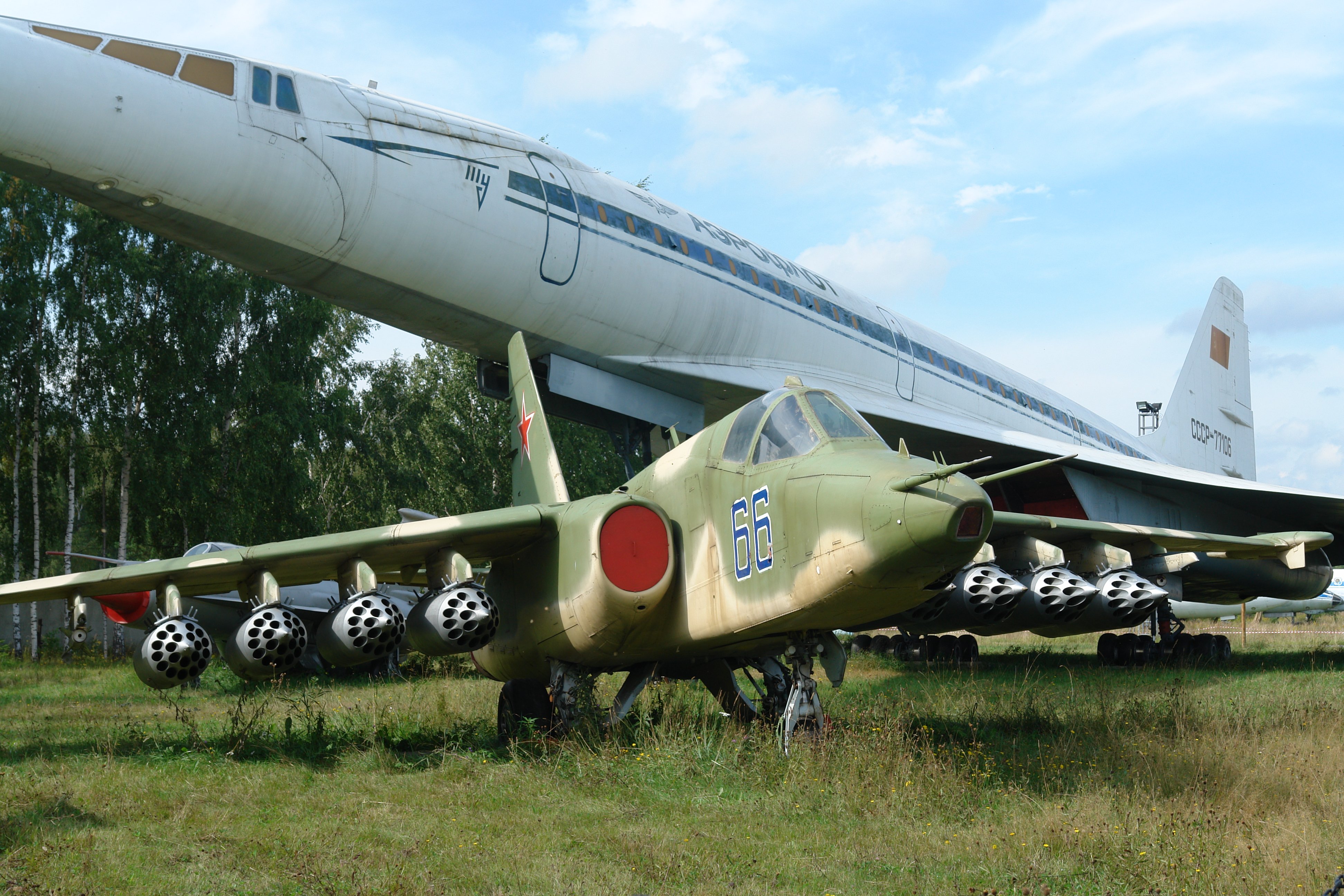
蘇-25攻擊機 北約代號：蛙足

轟炸機
- M-50轟炸機
北約代號：野蠻人
- 3M轟炸機
蘇聯代號：重錘
北約代號：野牛
- T-4偵察機
蘇聯代號：俄畝
- 圖-22М轟炸機
北約代號：逆火
- 圖-22轟炸機
蘇聯代號：錐子
北約代號：眼罩
- 圖-95В轟炸機
北約代號：熊

直昇機
- 雅克-24直升機（俄语：Як-24）
北約代號：馬
- 卡-25直昇機
北約代號：激素
- 米-6直升機
北約代號：鉤子
- 米-6Б直升機
- 米-12直升機
北約代號：信鴿
- 米-24А武裝直升機
蘇聯代號：鱷魚
北約代號：雌鹿
- 米-24БА武裝直升機
- 米-26直升機
北約代號：光暈
- Mi-10直升機
北約代號：Harke

其他機種
- М-141巡航導彈
蘇聯代號：短腳燕
- М-55實驗飛行器（俄语：М-55 (самолёт)）
蘇聯代號：平流層
北約代號：神秘-A
- 米格-105實驗飛行器（俄语：МиГ-105）
- VVA-14反潛機

## 交通
由於博物館位於官校校區之內，如果訪客是從А103高速公路高速公路到達，或者搭乘自莫斯科－雅羅斯拉夫爾火車站（鄰近莫斯科地鐵共青團站）出發的遊客的得先通過官校北大門之後往南並且繞過校區才會到達館區；如果是沿М-7高速公路到達者，可由南大門進入之後往北，穿越樹林後向左轉即可到達館區。自2006年夏季起館方就不再限制參觀範圍。

## 相關資訊
- 周三至周日：早上九点至下午五点
- 休館：每周一与周二不開放
- 成人票为120卢布，學生票60卢布
- 館區所提供之導遊服務僅限俄語，費用包括在入場費中
- 由於中央空軍博物館是全世界最大的飛行博物館，包括機場在內佔地20公頃，因此健康情形不良或體力不佳的遊客應多注意自己的身體狀況。

## 外部連結
- 中央空軍博物館官方網站（页面存档备份，存于）（俄文）
- 中央空軍博物館官方網站 （页面存档备份，存于）（英文）
- 中央空軍博物館圖庫

55°50′34″N 38°10′53″E / 55.84278°N 38.18139°E